# Festival de la Cançó d'Eurovisió 2020
El LXV Festival de la Cançó d'Eurovisió s'hauria celebrat al Rotterdam Ahoy, Rotterdam, Països Baixos, el 12, 14 i 16 de maig de 2020, després que Duncan Laurence guanyés l'edició de 2019 amb la cançó «Arcade». No obstant això, el certamen va ser cancel·lat a causa de la pandèmia per coronavirus de 2019-2020. Aquesta hauria estat la cinquena vegada que els Països Baixos haguessin organitzat el festival, fet que no succeïa des del Festival d'Eurovisió de 1980. També hauria estat el primer esdeveniment oficial d'Eurovisió que s'hagués celebrat en terra neerlandesa des del Festival de la Cançó d'Eurovisió Júnior 2012.
Els presentadors del certamen haguessin estat els cantants i presentadors Edsilia Rombley, Chantal Janzen i Jan Smit. Al seu torn, el festival hagués comptat amb la col·laboració de la cèlebre youtuber neerlandesa Nikkie de Jager (NikkieTutorials), que hauria parlat del que ocorregués al concurs a través dels canals oficials i hauria dut a terme una sèrie especial de YouTube al backstage amb els artistes participants, hauria informat des de la catifa vermella durant la cerimònia d'obertura i hauria participat als 3 xous en directe.
El lema d'aquesta edició era Open Up («Obre't»). Amb aquest eslògan es volia reflectir l'obertura de ment dels Països Baixos de cara al món, convidant a les persones a obrir-se als altres, a les diferents opinions, a les històries que altres persones han d'explicar i, per descomptat, a tot tipus de música. El lema va venir acompanyat d'un logo que va ser revelat el 28 de novembre, el qual simbolitzava la celebració dels 65 anys del festival a través d'una representació abstracta dels colors de les banderes dels 41 països participants en 2020 en ordre des de la seva primera participació en el certamen.
En aquesta edició del festival hi hagueren participat 41 països en total, fins i tot Bulgària i Ucraïna, els quals hi tornarien després de la seva absència en 2019. Com a contrapunt, Hongria i Montenegro van confirmar la seva retirada.

## Organització

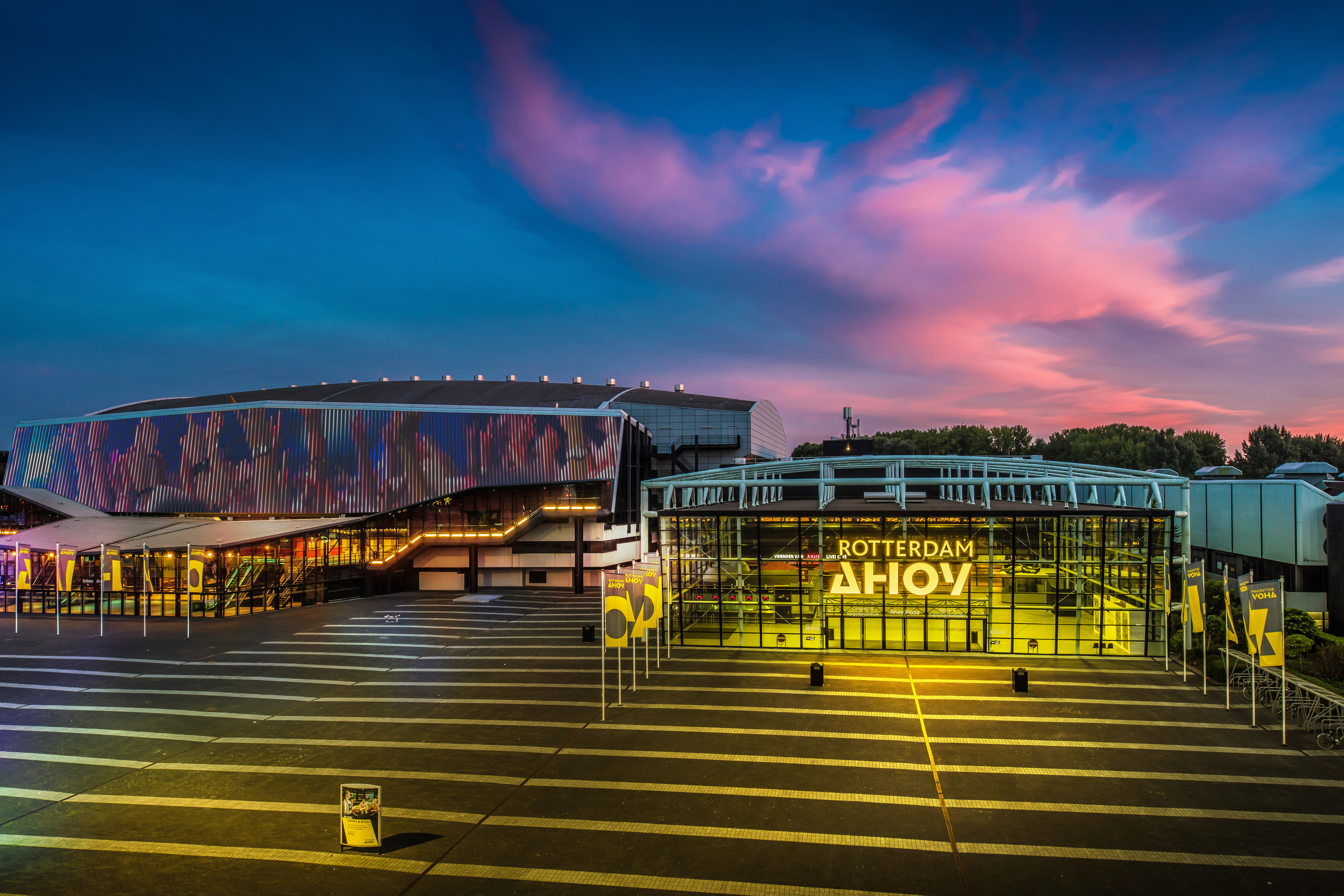
Ahoy Rotterdam, la seu del Festival de la Cançó d'Eurovisió 2020.

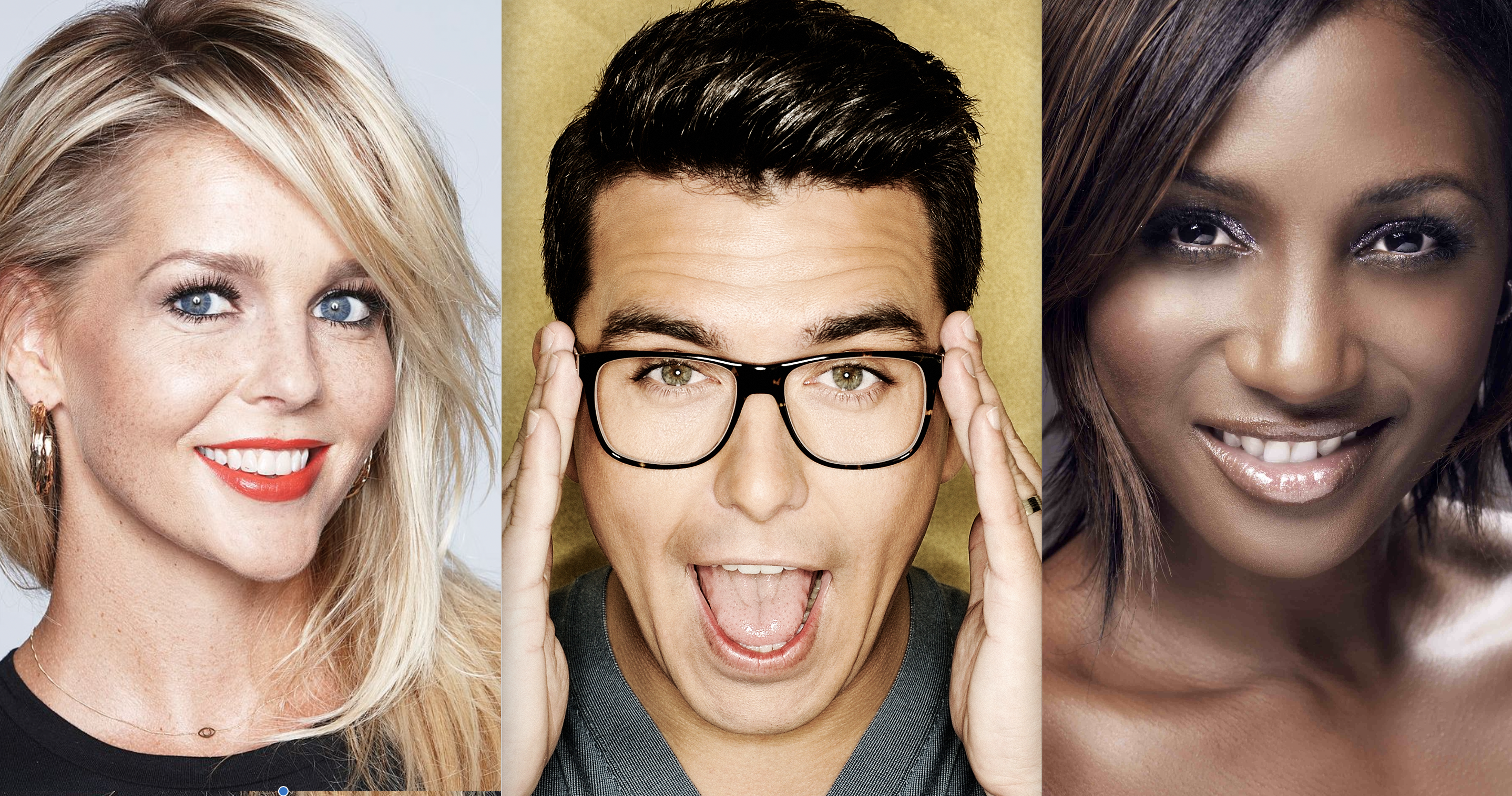
Els presentadors del Festival de la Cançó d'Eurovisió 2020, Chantal Janzen, Jan Smit i Edsilia Rombley.

El supervisor executiu del Festival de la Cançó d'Eurovisió, Jon Ola Sand, va lliurar en la roda de premsa del guanyador de l'edició de 2019 un "kit d'eines (compost d'una carpeta i una unitat USB) per començar el treball necessari per albergar el festival". També va dir que les reunions amb la televisió amfitriona començarien al juny de 2019, doncs no era el primer festival que s'organitza als Països Baixos, però sí que era el primer que organitzaria Avrotros, que té els drets del certamen des de 2014 i no havia tingut oportunitat d'organitzar-lo fins al moment. A més, duria a terme aquesta producció al costat de NOS i NPO, cadascuna les quals assumirien un rol diferent en la mateixa.

### Seu del festival
Al maig de 2019, segons informacions del primer ministre neerlandès, Mark Rutte, nombroses alcaldies es van interessar per proposar candidatures com a seus per al Festival d'Eurovisió 2020. Inicialment, Zwolle també va expressar la seva intenció d'albergar l'esdeveniment, però finalment va decidir desmarcar-se del procés de selecció a causa que el seu recinte, l'IJsselhallen, va ser considerat "inadequat".
El 5 de juliol de 2019, la capital Amsterdam, que ja havia estat seu del festival en 1970, es va retirar de la candidatura, per al·ludir que tenia tots els seus grans espais reservats al maig de 2020, a més d'una forta saturació turística que no aprofitaria la potencialitat del festival. Aquest fet es va interpretar així mateix com un desig per visibilizar altres ciutats neerlandeses com a centres turístics. El 10 de juliol de 2019 es va tancar el termini perquè les ciutats presentessin formalment la seva candidatura, i donar així començament al procés formal de licitació. Les ciutats que van presentar la seva candidatura formal dins del termini van ser cinc: Arnhem, 's-Hertogenbosch, Maastricht, Rotterdam i Utrecht. El 16 de juliol de 2019, el comitè organitzador va determinar que les candidatures de Maastricht i Rotterdam eren les úniques que complien tots els requisits quant a instal·lacions, capacitat hotelera i disposició econòmica, per la qual cosa es va comunicar que es tractava de les dues ciutats finalistes amb possibilitats d'albergar el certamen. Finalment, el 30 d'agost es va desvetllar que Rotterdam albergaria el festival.

#### Candidatures oficials
Ciutats finalistes      Ciutat seu     Ciutat eliminada
| Ciutat           | Recinte                        | Capacitat | Notes | Ref.   |
| ---------------- | ------------------------------ | --------- | --- | ------ |
| Arnhem           | GelreDome                      | 41.000    | Candidatura conjunta amb Nimega i la regió Veluwe. Estadi amb sostre retràctil, seu de l'Eurocopa 2000. | [ 15 ] |
| 's-Hertogenbosch | Brabanthallen 's-Hertogenbosch | >11.000   | Candidatura conjunta amb Breda per la Província de Brabant del Nord. | [ 16 ] |
| Maastricht       | MECC Maastricht                | 20.000    | Candidatura amb el suport de la Província de Limburg. | [ 17 ] |
| Rotterdam        | Rotterdam Ahoy                 | 16.000    | Seu del Festival de la Cançó d'Eurovisió Júnior 2007; del Nationaal Songfestival en 2000, 2001 i 2003; i dels MTV Europe Music Awards en 1997 i 2016. Candidatura amb el suport de la Província d'Holanda del Sud i els municipis de Dordrecht i La Haia. |        |
| Utrecht          | Jaarbeurs                      | 11.000    | Seu del Nationaal Songfestival en 1974 i 1975. |        |

### Dates
El 30 d'agost de 2019, en el mateix anunci en què es va confirmar que Rotterdam seria la ciutat seu, es van desvetllar les dates de les semifinals, que es van fixar per al 12 i el 14 de maig de 2019, i la de la final, que seria el 16 de maig.

### Identitat visual
Com és costum, com a acompanyament de l'isotip genèric d'Eurovisió, l'organització d'aquesta edició va crear una identitat visual pròpia per al desenvolupament del Festival, la qual va ser presentada el 28 de novembre de 2019. L'emblema principal d'aquesta identitat gràfica és una forma circular concèntrica que inclou els colors de les banderes dels 41 països participants en 2020 en ordre (seguint el sentit del rellotge) des de la seva primera participació al certamen. El logotip acompanya al lema «Open up» («Obre't» en català). La infografia, la decoració i el marxandatge entre altres aspectes giraran entorn d'aquest concepte artístic.
El disseny de l'escenari va ser encarregat a l'escenògraf alemany Florian Wieder, qui ja havia estat darrere de la creació dels escenaris d'Eurovisió en sis ocasions (2011, 2012, 2015, 2017, 2018
i 2019), a més de treballar en diverses gales de la MTV o els Premis Primetime Emmy, entre d'altres. Segons paraules del dissenyador, l'escenari s'inspira en la identitat «Open up» i en el típic paisatge neerlandès caracteritzat pel seu horitzó pla i obert, amb el sòl de l'escenari combinant diferents plataformes i passarel·les inspirades en els canals i ponts que són així mateix característics del paisatge. La denominada Green Room (el lloc on els artistes esperen els resultats després de la seva actuació) estaria situada al mateix recinte, dins de la platea entre el públic assistent.
Durant el festival, cada actuació hauria estat precedida per un breu vídeo d'introducció (conegut com a «postcard» o «postal»). Els vídeos, gravats en diverses localitzacions dels Països Baixos, mostrarien als artistes participants mentre realitzen una activitat, tradició o afició típica del país.

### Actes d'obertura i interval
La segona semifinal s'hauria obert amb una actuació del breakdancer Redo i la final, amb una desfilada de banderes en la qual s'hauria presentat els vint-i-sis finalistes acompanyats per la música produïda pel DJ Pieter Gabriel de 15 anys. Així mateix, una orquestra simfònica de seixanta-cinc joves músics dels Països Baixos, específicament formats per a aquesta ocasió, estava programada per a actuar a la final, a més de DJ Afrojack i Glennis Grace, la representant dels Països Baixos el 2005. Aquest acte d'interval hauria inclòs quaranta ballarins i un cor gòspel de vint-i-cinc persones. També, la final hauria comptat amb actuacions de vuit guanyadors d'Eurovisió: Gigliola Cinquetti amb «Non ho l'età», Lenny Kuhr amb «De troubadour», Getty Kaspers (de Teach-In) amb «Ding-a-dong», Sandra Kim amb «J'aime la vie», Paul Harrington i Charlie McGettigan amb «Rock 'n' Roll Kids», Alexander Rybak amb «Fairytale» i Duncan Laurence amb «Arcade».

### Àlbum oficial
Malgrat la cancel·lació del festival, la UER va confirmar que l'àlbum amb les 41 cançons de l'edició, anomenat Eurovision Song Contest: Rotterdam 2020, seria posat a la venda. En principi, Universal Music Group havia anunciat que el llançaria el 17 d'abril, però la data va ser ajornada fins al 15 de maig.

## Països participants

Països que estaven confirmats per a participar.
Països que hi van participar al passat però no ho haurien fet el 2020.

El 13 de novembre de 2019, la UER va anunciar que 41 serien els països que participarien al concurs, amb l'absència d'Hongria i Montenegro.

### Cançons i selecció
| País TV                    | Títol original de la cançó         | Artista                                                      | Procés i data de selecció                                                                                                  |
| País TV                    | Traducció del títol                | Idioma                                                       | Procés i data de selecció                                                                                                  |
| -------------------------- | ---------------------------------- | ------------------------------------------------------------ | --- |
| Albània · RTSH             | «Fall From The Sky»                | Arilena Ara                                                  | Festivali i Këngës 58, 22-12-2019 (Presentació de la versió final, 10-03-2020)                                             |
| Albània · RTSH             | «Caiguda del cel»                  | Anglès                                                       | Festivali i Këngës 58, 22-12-2019 (Presentació de la versió final, 10-03-2020)                                             |
| Alemanya · NDR             | «Violent Thing»                    | Ben Dolic                                                    | Elecció interna, 27-02-2020 (Presentació de la versió final, 26-04-2020)                                                   |
| Alemanya · NDR             | «Assumpte violent»                 | Anglès                                                       | Elecció interna, 27-02-2020 (Presentació de la versió final, 26-04-2020)                                                   |
| Armènia · AMPTV            | «Chains on You»                    | Athinà Manukian                                              | Depi Evratesil 2020, 15-02-2020 (Presentació de la versió final, 13-03-2020)                                               |
| Armènia · AMPTV            | «Encadenar-te»                     | Anglès                                                       | Depi Evratesil 2020, 15-02-2020 (Presentació de la versió final, 13-03-2020)                                               |
| Austràlia · SBS            | «Don’t Break Me»                   | Montaigne                                                    | Australia Decides 2020 08-02-2020                                                                                          |
| Austràlia · SBS            | «No em trenquis»                   | Anglès                                                       | Australia Decides 2020 08-02-2020                                                                                          |
| Àustria · ORF              | «Alive»                            | Vincent Bueno                                                | Elecció interna, 12-12-2019 (Presentació de la cançó, 05-03-2020)                                                          |
| Àustria · ORF              | «Viu»                              | Anglès                                                       | Elecció interna, 12-12-2019 (Presentació de la cançó, 05-03-2020)                                                          |
| Azerbaidjan · İTV          | «Cleopatra»                        | Efendi                                                       | Elecció interna, 28-02-2020 (Presentació de la cançó, 10-03-2020)                                                          |
| Azerbaidjan · İTV          | —                                  | Anglès i japonès                                             | Elecció interna, 28-02-2020 (Presentació de la cançó, 10-03-2020)                                                          |
| Bèlgica · VRT              | «Release Me»                       | Hooverphonic                                                 | Elecció interna, 01-10-2019 (Presentació de la cançó, 17-02-2020)                                                          |
| Bèlgica · VRT              | «Allibera'm»                       | Anglès                                                       | Elecció interna, 01-10-2019 (Presentació de la cançó, 17-02-2020)                                                          |
| Belarús · BRTC             | «Da Vidna» (Да вiдна)              | VAL                                                          | Nationalny Otbor 2020, 28-02-2020                                                                                          |
| Belarús · BRTC             | «Abans de l’alba»                  | Belarús                                                      | Nationalny Otbor 2020, 28-02-2020                                                                                          |
| Bulgària · BNT             | «Tears Getting Sober»              | Viktória                                                     | Elecció interna, 25-11-2019 (Presentació de la cançó, 07-03-2020)                                                          |
| Bulgària · BNT             | «Les llàgrimes esdevenen sòbries»  | Anglès                                                       | Elecció interna, 25-11-2019 (Presentació de la cançó, 07-03-2020)                                                          |
| Croàcia · HRT              | «Divlji vjetre»                    | Damir Kedžo                                                  | Dora 2020, 29-02-2020 (Presentació de la versió final, 16-03-2020)                                                         |
| Croàcia · HRT              | «Vents salvatges»                  | Croat                                                        | Dora 2020, 29-02-2020 (Presentació de la versió final, 16-03-2020)                                                         |
| Dinamarca DR               | «Yes»                              | Ben & Tan                                                    | Dansk Melodi Grand Prix 2020, 07-03-2020                                                                                   |
| Dinamarca DR               | «Sí»                               | Anglès                                                       | Dansk Melodi Grand Prix 2020, 07-03-2020                                                                                   |
| Eslovènia RTVSLO           | «Voda»                             | Ana Soklič                                                   | Evrovizijska Melodija 2020 22-02-2020 (Presentació de la versió final, 20-03-2020)                                         |
| Eslovènia RTVSLO           | «Aigua»                            | Eslovè                                                       | Evrovizijska Melodija 2020 22-02-2020 (Presentació de la versió final, 20-03-2020)                                         |
| Espanya · RTVE             | «Universo»                         | Blas Cantó                                                   | Elecció interna, 05-10-2019 (Presentació de la cançó, 30-01-2020)                                                          |
| Espanya · RTVE             | «Univers»                          | Castellà                                                     | Elecció interna, 05-10-2019 (Presentació de la cançó, 30-01-2020)                                                          |
| Estònia · ERR              | «What Love Is»                     | Uku Suviste                                                  | Eesti Laul 2020 29-02-2020                                                                                                 |
| Estònia · ERR              | «El que l’amor és»                 | Anglès                                                       | Eesti Laul 2020 29-02-2020                                                                                                 |
| Finlàndia · Yle            | «Looking Back»                     | Aksel Kankaanranta                                           | Uuden Musikiin Kilpailu 2020 07-03-2020                                                                                    |
| Finlàndia · Yle            | «Mirant enrere»                    | Anglès                                                       | Uuden Musikiin Kilpailu 2020 07-03-2020                                                                                    |
| França · France 2          | «Mon Alliée (The Best in Me)»      | Tom Leeb                                                     | Elecció interna, 14-01-2020 (Presentació de la cançó, 16-02-2020) (Presentació de la versió final, 03-04-2020)             |
| França · France 2          | «La meva aliada (El millor en mi)» | Francès i anglès                                             | Elecció interna, 14-01-2020 (Presentació de la cançó, 16-02-2020) (Presentació de la versió final, 03-04-2020)             |
| Geòrgia · GPB              | «Take Me As I Am»                  | Tòrnike Kipiani                                              | Georgian Idol 2020, 31-12-2019 (Presentació de la cançó, 03-03-2020)                                                       |
| Geòrgia · GPB              | «Accepta'm com sóc»                | Anglès, italià, castellà, francès i alemany                  | Georgian Idol 2020, 31-12-2019 (Presentació de la cançó, 03-03-2020)                                                       |
| Grècia · ERT               | «SUPERG!RL»                        | Stefania                                                     | Elecció interna, 03-02-2020 (Presentació de la cançó, 01-03-2020) (Presentació de la versió final, 18-05-2020)             |
| Grècia · ERT               | «Supernoia»                        | Anglès                                                       | Elecció interna, 03-02-2020 (Presentació de la cançó, 01-03-2020) (Presentació de la versió final, 18-05-2020)             |
| Irlanda · RTÉ              | «Story Of My Life»                 | Lesley Roy                                                   | Elecció interna, 05-03-2020                                                                                                |
| Irlanda · RTÉ              | «La història de la meva vida»      | Anglès                                                       | Elecció interna, 05-03-2020                                                                                                |
| Islàndia · RÚV             | «Think About Things»               | Daði & Gagnamagnið                                           | Söngvakeppnin 2020, 29-02-2020                                                                                             |
| Islàndia · RÚV             | «Pensa en coses»                   | Anglès                                                       | Söngvakeppnin 2020, 29-02-2020                                                                                             |
| Israel · IPBC              | «Feker Libi» (ፍቅር ልቤ)              | Eden Alene                                                   | HaKokhav HaBa L’Eurovizion 2020, 04-02-2020 (Elecció de la cançó, 03-03-2020) (Presentació de la versió final, 11-03-2020) |
| Israel · IPBC              | «Amor meu»                         | Anglès, amhàric, hebreu, àrab i llengua planificada africana | HaKokhav HaBa L’Eurovizion 2020, 04-02-2020 (Elecció de la cançó, 03-03-2020) (Presentació de la versió final, 11-03-2020) |
| Itàlia · RAI               | «Fai rumore»                       | Diodato                                                      | Sanremo 2020, 08-02-2020                                                                                                   |
| Itàlia · RAI               | «Fes soroll»                       | Italià                                                       | Sanremo 2020, 08-02-2020                                                                                                   |
| Letònia LTV                | «Still Breathing»                  | Samanta Tīna                                                 | Supernova 2020, 08-02-2020                                                                                                 |
| Letònia LTV                | «Encara respiro»                   | Anglès                                                       | Supernova 2020, 08-02-2020                                                                                                 |
| Lituània · LRT             | «On Fire»                          | The Roop                                                     | Pabandom Iš Naujo 2020, 15-02-2020                                                                                         |
| Lituània · LRT             | «En flames»                        | Anglès                                                       | Pabandom Iš Naujo 2020, 15-02-2020                                                                                         |
| Macedònia del Nord · MKRTV | «You»                              | Vassil                                                       | Elecció interna, 15-01-2020 (Presentació de la cançó, 08-03-2020)                                                          |
| Macedònia del Nord · MKRTV | «Tu»                               | Anglès                                                       | Elecció interna, 15-01-2020 (Presentació de la cançó, 08-03-2020)                                                          |
| Malta · PBS                | «All Of My Love»                   | Destiny                                                      | X Factor Malta, 08-02-2020 (Presentació de la cançó, 09-03-2020)                                                           |
| Malta · PBS                | «Tot el meu amor»                  | Anglès                                                       | X Factor Malta, 08-02-2020 (Presentació de la cançó, 09-03-2020)                                                           |
| Moldàvia · TRM             | «Prison»                           | Natalia Gordienco                                            | O melodie pentru Europa, 29-02-2020                                                                                        |
| Moldàvia · TRM             | «Presó»                            | Anglès                                                       | O melodie pentru Europa, 29-02-2020                                                                                        |
| Noruega · NRK              | «Attention»                        | Ulrikke Brandstorp                                           | Melodi Grand Prix 2020 15-02-2020                                                                                          |
| Noruega · NRK              | «Atenció»                          | Anglès                                                       | Melodi Grand Prix 2020 15-02-2020                                                                                          |
| Països Baixos · AVROTROS   | «Grow»                             | Jeangu Macrooy                                               | Elecció interna 10-01-2020 (Presentació de la cançó, 04-03-2020)                                                           |
| Països Baixos · AVROTROS   | «Créixer»                          | Anglès                                                       | Elecció interna 10-01-2020 (Presentació de la cançó, 04-03-2020)                                                           |
| Polònia · TVP              | «Empires»                          | Alicja Szemplińska                                           | Szansa na Sukces 2020, 23-02-2020                                                                                          |
| Polònia · TVP              | «Imperis»                          | Anglès                                                       | Szansa na Sukces 2020, 23-02-2020                                                                                          |
| Portugal · RTP             | «Medo de Sentir»                   | Elisa Silva                                                  | Festival da Canção 2020 07-03-2020                                                                                         |
| Portugal · RTP             | «Por de sentir»                    | Portuguès                                                    | Festival da Canção 2020 07-03-2020                                                                                         |
| Regne Unit · BBC           | «My Last Breath»                   | James Newman                                                 | Elecció interna, 27-02-2020                                                                                                |
| Regne Unit · BBC           | «El meu últim alè»                 | Anglès                                                       | Elecció interna, 27-02-2020                                                                                                |
| República Txeca · ČT       | «Kemama»                           | Benny Cristo                                                 | Eurovision Song CZ 2020, 03-02-2020 (Presentació de la versió final, 16-03-2020)                                           |
| República Txeca · ČT       | —                                  | Anglès                                                       | Eurovision Song CZ 2020, 03-02-2020 (Presentació de la versió final, 16-03-2020)                                           |
| Romania · TVR              | «Alcohol You»                      | Roxen                                                        | Final nacional, 01-03-2020 (Presentació de la versió final, 10-03-2020) (Cantant triat internament, 11-02-2020)            |
| Romania · TVR              | «Et trucaré»                       | Anglès                                                       | Final nacional, 01-03-2020 (Presentació de la versió final, 10-03-2020) (Cantant triat internament, 11-02-2020)            |
| Rússia · C1R               | «Uno»                              | Little Big                                                   | Elecció interna, 02-03-2020 (Presentació de la cançó, 12-03-2020)                                                          |
| Rússia · C1R               | «U»                                | Anglès i castellà                                            | Elecció interna, 02-03-2020 (Presentació de la cançó, 12-03-2020)                                                          |
| San Marino SMRTV           | «Freaky!»                          | Senhit                                                       | Digital Battle Eurovision, 09-03-2020 (Cantant triada internament, 06-03-2020)                                             |
| San Marino SMRTV           | «Friqui!»                          | Anglès                                                       | Digital Battle Eurovision, 09-03-2020 (Cantant triada internament, 06-03-2020)                                             |
| Sèrbia · RTS               | «Hasta La Vista»                   | Hurricane                                                    | Beovizija 2020, 01-03-2020                                                                                                 |
| Sèrbia · RTS               | «A reveure»                        | Serbi, castellà i anglès                                     | Beovizija 2020, 01-03-2020                                                                                                 |
| Suècia SVT                 | «Move»                             | The Mamas                                                    | Melodifestivalen 2020 07-03-2020                                                                                           |
| Suècia SVT                 | «Moure»                            | Anglès                                                       | Melodifestivalen 2020 07-03-2020                                                                                           |
| Suïssa · SRG SSR           | «Répondez-moi»                     | Gjon's Tears                                                 | Elecció interna 04-03-2020                                                                                                 |
| Suïssa · SRG SSR           | «Respon-me»                        | Francès                                                      | Elecció interna 04-03-2020                                                                                                 |
| Ucraïna · UA:PBC           | «Solovei» (Соловей)                | Go_A                                                         | Vidbir 2020, 22-02-2020 (Presentació de la versió final, 07-03-2020)                                                       |
| Ucraïna · UA:PBC           | «Rossinyol»                        | Ucraïnès                                                     | Vidbir 2020, 22-02-2020 (Presentació de la versió final, 07-03-2020)                                                       |
| Xipre · CyBC               | «Running»                          | Sandro Nicolas                                               | Elecció interna 29-11-2019 (Presentació de la cançó, 06-03-2020)                                                           |
| Xipre · CyBC               | «Corrent»                          | Anglès                                                       | Elecció interna 29-11-2019 (Presentació de la cançó, 06-03-2020)                                                           |

### Artistes que tornen
- Vincent Bueno: va ser corista de Nathan Trent, representant d'Àustria el 2017.
- Stefania Liberakakis: El 2016, Stefania va representar els Països Baixos al Festival d'Eurovisió Júnior com a membre del grup Kisses. Van quedar en 8a posició al certamen celebrat a La Valletta, Malta.
- Vassil Garvanlíev: va ser un dels coristes de Tamara Todevska, representant de Macedònia del Nord el 2019.
- Destiny Chukunyere: El 2015, Destiny va representar Malta al Festival d'Eurovisió Júnior. Va quedar en 1a posició al certamen celebrat a Sofia, Bulgària. A més a més, va ser corista de Michela Pace, representant de Malta el 2019.
- Natalia Gordienco: El 2006, Natalia va representar Moldàvia en Eurovisió amb Arsenium (Arsenie Todiraș). Van quedar en 20a posició al certamen celebrat a Atenes, Grècia.
- Senhit: Va representar San Marino el 2011.
- Sanja Vučić: El 2016, Sanja, una de les components de Hurricane, va representar Sèrbia en Eurovisió com a vocalista del grup ZAA. Van quedar en 18a posició al certamen celebrat a Estocolm, Suècia.
- Ksenija Knežević: El 2015, Ksenija va ser corista del seu pare, Knez, quan aquest va representar Montenegro en Eurovisió. Aquell any, Montenegro va aconseguir una 13a posició a Viena, Àustria.
- The Mamas: El 2019, van ser les coristes de «Too Late for Love», la cançó amb què John Lundvik va aconseguir un 5è lloc per a Suècia a Tel-Aviv.

### Sorteig de semifinals
El sorteig per a determinar la ubicació dels països participants en cadascuna de les semifinals es va celebrar el 28 de gener de 2020 a l'Ajuntament de Rotterdam. Els 35 països semifinalistes es van repartir en 5 bombos, basant-se en tendències històriques en les votacions. El sorteig també va determinar quina semifinal retransmetria i en quina hi votaria cadascun dels països pertanyents al Big Five (Alemanya, Espanya, França, Itàlia i el Regne Unit), així com el país amfitrió (els Països Baixos).

Països participants en la 1a semifinal.
Països votants en la 1a semifinal.
Països participants en la 2a semifinal.
Països votants en la 2a semifinal.

| Bombo 1                                                                          | Bombo 2                                                                     | Bombo 3                                                                   | Bombo 4                                                               | Bombo 5                                                                       |
| -------------------------------------------------------------------------------- | --------------------------------------------------------------------------- | ------------------------------------------------------------------------- | --------------------------------------------------------------------- | ----------------------------------------------------------------------------- |
| - Albània - Àustria - Croàcia - Eslovènia - Macedònia del Nord - Sèrbia - Suïssa | - Austràlia - Dinamarca - Estònia - Finlàndia - Islàndia - Noruega - Suècia | - Armènia - Azerbaidjan - Belarús - Geòrgia - Moldàvia - Rússia - Ucraïna | - Bulgària - Grècia - Malta - Portugal - Romania - San Marino - Xipre | - Bèlgica - Irlanda - Israel - Letònia - Lituània - Polònia - República Txeca |

| 1a semifinal 12 de maig de 2020                                                                          | 1a semifinal 12 de maig de 2020                                                                     | 2a semifinal 14 de maig de 2020                                                                                 | 2a semifinal 14 de maig de 2020                                                                           |
| --- | --------------------------------------------------------------------------------------------------- | --- | --- |
| 1a meitat: · Macedònia del Nord · Belarús · Lituània · Suècia · Eslovènia · Austràlia · Irlanda · Rússia | 2a meitat: · Noruega · Xipre · Croàcia · Azerbaidjan · Malta · Israel · Ucraïna · Romania · Bèlgica | 1a meitat: · Àustria · Moldàvia · Polònia · San Marino · Sèrbia · Islàndia · República Txeca · Grècia · Estònia | 2a meitat: · Dinamarca · Bulgària · Suïssa · Finlàndia · Armènia · Letònia · Geòrgia · Portugal · Albània |
| Amb dret a vot: · Alemanya · Itàlia · Països Baixos                                                      | Amb dret a vot: · Alemanya · Itàlia · Països Baixos                                                 | Amb dret a vot: · Espanya · França · Regne Unit                                                                 | Amb dret a vot: · Espanya · França · Regne Unit                                                           |

## Altres països

### Membres actius de la UER
- Andorra (RTVA): El març de 2019, la radiodifusora andorrana va declarar que estaven oberts a cooperar amb la radiodifusora catalana Televisió de Catalunya (TVC) per participar en edicions futures. Les dues radiodifusores ja havien cooperat anteriorment quan Andorra va debutar al Festival de la Cançó d'Eurovisió 2004.[87] No obstant això, el 22 de maig de 2019, RTVA va confirmar que no hi participarien en 2020.[88]

- Bòsnia i Hercegovina (BHRT): El 28 de desembre de 2018, la cap de delació de Bòsnia i Hercegovina, Lejla Babović, va declarar que tornar al concurs era el seu principal objectiu, però la seva situació financera, el deute amb la UER i la falta de finançament dificultaria el seu retorn en 2020.[89]

- Eslovàquia (RTVS): El 5 de juny de 2019, van anunciar que no participarien al certamen a causa d'un baix interès per part del públic eslovac. La seva última participació va ser en 2012.

- Hongria (MTVA): Els rumors de la retirada d'Hongria del festival van començar el 18 d'octubre de 2019, quan la seva televisió pública, MTVA, va anunciar les normes per poder participar en la final nacional (A Dal) que, fins a 2019, era usada per seleccionar al representant hongarès en Eurovisió. No obstant això, en 2020, A Dal no tindria cap relació amb Eurovisió,[90] la qual cosa va aixecar les sospites sobre una possible retirada d'Hongria d'Eurovisió 2020.[91] Aquestes sospites van ser confirmades el 13 de novembre amb l'anunci dels països que hi participarien finalment.

- Luxemburg (RTL): A pesar que Luxemburg no ha participat en la competició des de 1993, hi ha hagut rumors sobre el seu retorn al concurs. Al maig de 2019, Anne-Marie David, guanyadora del Festival de la Cançó d'Eurovisió 1973 per Luxemburg, va expressar la seva voluntat perquè el país tornés a la competició, de la mateixa manera que també ho van demanar nombrosos seguidors a RTL i a la Cambra de diputats de Luxemburg. En anys anteriors, RTL havia declarat que no tornarien al concurs a causa de problemes financers i a la creença que les nacions més petites no tenen èxit en les edicions actuals d'Eurovisió.[92]

- Mònaco (TMC): Encara no s'ha pronunciat sobre aquest tema, però no s'espera la seva participació, igual que els darrers anys.

- Montenegro (RTCG): Malgrat haver confirmat la seva participació, el 8 de novembre de 2019 la televisió pública montenegrina va anunciar la seva retirada del certamen per "no poder complir els requisits necessaris" establerts per la UER.[93] No obstant això, l'endemà, la notícia va ser desmentida per part de Božidar Šundić, el director de la RTCG, qui emplaçaria la resposta a la següent reunió del Consell de la corporació pública.[94] A pesar d'això, en l'anunci dels països que hi participarien finalment, emès el 13 de novembre, no hi figurava Montenegro.

- Turquia (TRT): L'agost de 2018, el director general de la radiodifusora turca TRT, İbrahim Eren, va declarar que no consideren tornar-hi pel sistema de votació i perquè «no poden emetre» en un horari en què els nens estan desperts «a algú com al representant austríac barbut amb faldilla, que no creï en els gèneres, i es considera home i dona alhora», en al·lusió a la guanyadora d'Eurovisió 2014 Conchita Wurst. Hi va afegir també haver traslladat a la UER que «s'havien desviat dels seus valors», i que com a resultat «altres països també han deixat Eurovisió», dient que «hi ha un caos mental en la UER pels seus dirigents».[95] La UER va contestar que el festival «té una llarga i orgullosa tradició en valors com la diversitat i la inclusió a través de la música», afegint que «Turquia ha fet una gran contribució en el passat a Eurovisió» i que «seran molt benvinguts si decideixen tornar-hi en el futur».[96]

### Membres associats de la UER
- Kazakhstan (Khabar Agency/Channel 31): El 22 de novembre de 2018, Jon Ola Sand, el supervisor executiu del concurs, va declarar que la participació del Kazakhstan al concurs necessita ser debatuda pel grup de referència del concurs. El Kazakhstan anteriorment havia estat convidat per participar en el Festival de la Cançó d'Eurovisió Júnior 2018 pel grup de referència d'aquest concurs, encara que allò no tindria cap efecte en la seva participació al concurs principal.[97]

### Països no membres de la UER
- Kosovo (RTK): Mentor Shala, el director general de RTK, va declarar que la radiodifusora continuava amb la seva voluntat per entrar en la UER i que esperava debutar en Eurovisió 2020. RTK segueix en converses amb la UER pel que fa al seu possible membresía.[98] La votació de la UER sobre la membresía plena de RTK va tenir lloc al juny de 2019, l'aprovació de la qual permetria l'emissora debutar al concurs en 2020 o en un futur proper.[99] No obstant això, la majoria dels seus membres en van votar en contra.[100]

## Incidents

### Impactes de la pandèmia de coronavirus 2019-2020
El 2020, la pandèmia per coronavirus de 2019-2020 (COVID-19) originada a la Xina i la seva propagació a altres països del món van plantejar seriosos dubtes sobre la posada en marxa del Festival d'Eurovisió. El 6 de març, NPO, l'emissora neerlandesa, va declarar que "els organitzadors d'Eurovisió seguirien els consells de les autoritats sanitàries a l’hora de decidir quina forma prendria l'esdeveniment, que se celebraria del 12 al 16 de maig".
Al març, les autoritats a Dinamarca van instar a la cancel·lació d'esdeveniments amb més de 1.000 espectadors per a limitar la propagació del virus, la qual cosa va ocasionar que la final nacional danesa es dugués a terme a porta tancada. Així mateix, representants de Suècia, 
Finlàndia, Israel, Suïssa, Itàlia i Grècia es van retirar de la reunió de Caps de Delegació el 9 de març. Jon Ola Sand va assistir a la reunió de manera remota després que s'imposés una restricció de viatge al personal de la UER fins al 13 de març després que un empleat contragués el virus.
Per part seva, Eden Alene, la representant israeliana, va revelar que no viatjaria als Països Baixos per a filmar la seva postal com a precaució pel COVID-19, mentre que els representants lituans The Roop també van cancel·lar tant els plans de viatge per a filmar la seva postal com la seva participació en festes prèvies al concurs a Londres i Amsterdam. La representant búlgara Viktória Gueorguieva també va cancel·lar la seva participació en aquests concerts previs.
El 13 de març, Eurovision-Spain, organitzadors de la pre-party prevista per al 10 i 11 d'abril a Madrid, van anunciar que seria posposada a causa d'amenaces del virus. El mateix dia, els organitzadors d’"Israel Calling", un esdeveniment del mateix tipus que seria celebrat a Tel-Aviv, van anunciar que seria cancel·lat. El 16 de març, els organitzadors d’"Eurovision in concert" i "London Eurovision Party", duts a terme anualment a Amsterdam i Londres, respectivament, van anunciar que serien també suspesos.<
Finalment, el 18 de març, la Unió Europea de Radiodifusió va anunciar que el concurs seria cancel·lat a causa del risc que suposava celebrar el festival amb la incertesa provocada pel coronavirus. Així i tot, la UER, NPO, NOS, AVROTROS i la ciutat de Rotterdam continuarien en converses per a intentar mantenir el seu paper d'amfitrió de cara al Festival de la Cançó d'Eurovisió 2021. Igualment, el grup de referència va decidir que la possible participació dels artistes seleccionats el 2020 per al següent any dependria de les televisions públiques de cada país, mentre que les cançons de 2020 quedaven totes descartades per l'incompliment de les normes del festival, que impedeixen la participació de cançons publicades abans de certa data.
Quant a l'estadi que hauria albergat el festival, l'Ahoy Arena, va servir com a centre d'atenció temporal durant la pandèmia a causa de la mancança de llits d'hospital als Països Baixos.

## Alternatives
Després de la cancel·lació de l'edició, algunes de les televisions públiques participants van dur a terme diverses propostes alternatives tant a través de la televisió com d'Internet. A més, la Unió Europea de Radiodifusió va posar en marxa un format especial per a les televisions, un altre per a Internet i una sèrie de concerts en línia en els quals hi intervindrien participants i exparticipants del festival.

### A nivell europeu

#### Eurovision Song Celebration 2020
En les mateixes dates en què s'haurien celebrat les semifinals (12 i 14 de maig), la UER posaria en marxa dos programes anomenats Eurovision Song Celebration 2020, els quals s'emetrien a través del canal oficial de YouTube a les 21.00 CET i serien presentats per Janouk Kelderman. Sense ser de caràcter competitiu, les 41 cançons serien reproduïdes segons l'ordre oficial decidit pels productors, incloses les de l'amfitrió i el Big 5 d'acord amb la semifinal en què els hauria tocat votar. Cal destacar que, en aquesta ocasió, el repàs de totes les actuacions que es mostra anualment mentre les línies de televot estan obertes, seria dut a terme pels eurofans, que podrien gravar-se cantant, ballant o divertint-se amb les seves cançons favorites. A més, hi inclouria vídeos amb alguns representants interpretant un fragment de les seves cançons en un altre gènere musical o en la seva llengua materna, amb les tres cançons favorites de la història del festival d'aquests, amb tours per les seves cases i ambyoutubers reaccionant a les candidatures.

##### Eurovision Song Celebration 2020: Part 1
| #  | País               | Intèrpret(s)   | Cançó              |
| -- | ------------------ | -------------- | ------------------ |
| 01 | Suècia             | The Mamas      | «Move»             |
| 02 | Belarús            | VAL            | «Da Vidna»         |
| 03 | Austràlia          | Montaigne      | «Don't Break Me»   |
| 04 | Macedònia del Nord | Vassil         | «You»              |
| 05 | Eslovènia          | Ana Soklič     | «Voda»             |
| 06 | Lituània           | The Roop       | «On Fire»          |
| 07 | Irlanda            | Lesley Roy     | «Story Of My Life» |
| 08 | Rússia             | Little Big     | «Uno»              |
| 09 | Bèlgica            | Hooverphonic   | «Release Me»       |
| 10 | Malta              | Destiny        | «All Of My Love»   |
| 11 | Croàcia            | Damir Kedžo    | «Divlji vjetre»    |
| 12 | Azerbaidjan        | Efendi         | «Cleopatra»        |
| 13 | Xipre              | Sandro         | «Running»          |
| 14 | Noruega            | Ulrikke        | «Attention»        |
| 15 | Israel             | Eden Alene     | «Feker Libi»       |
| 16 | Romania            | Roxen          | «Alcohol You»      |
| 17 | Ucraïna            | Go_A           | «Solovei»          |
| 18 | Itàlia             | Diodato        | «Fai Rumore»       |
| 19 | Alemanya           | Ben Dolic      | «Violent Thing»    |
| 20 | Països Baixos      | Jeangu Macrooy | «Grow»             |

##### Eurovision Song Celebration 2020: Part 2
| #  | País            | Intèrpret(s)         | Cançó                         |
| -- | --------------- | -------------------- | ----------------------------- |
| 01 | Grècia          | Stefania Liberakakis | «Superg!rl»                   |
| 02 | Estònia         | Uku Suviste          | «What Love Is»                |
| 03 | Àustria         | Vincent Bueno        | «Alive»                       |
| 04 | Moldàvia        | Natalia Gordienco    | «Prison»                      |
| 05 | San Marino      | Senhit               | «Freaky!»                     |
| 06 | República Txeca | Benny Cristo         | «Kemama»                      |
| 07 | Sèrbia          | Hurricane            | «Hasta La Vista»              |
| 08 | Polònia         | Alicja Szemplińska   | «Empires»                     |
| 09 | Islàndia        | Daði & Gagnamagnið   | «Think About Things»          |
| 10 | Suïssa          | Gjon's Tears         | «Répondez-moi»                |
| 11 | Dinamarca       | Ben & Tan            | «Yes»                         |
| 12 | Albània         | Arilena Ara          | «Fall From The Sky»           |
| 13 | Finlàndia       | Aksel Kankaanranta   | «Looking Back»                |
| 14 | Armènia         | Athinà Manukian      | «Chains On You»               |
| 15 | Portugal        | Elisa Silva          | «Medo de sentir»              |
| 16 | Geòrgia         | Tòrnike Kipiani      | «Take Me As I Am»             |
| 17 | Bulgària        | Viktória Gueorguieva | «Tears Getting Sober»         |
| 18 | Letònia         | Samanta Tīna         | «Still Breathing»             |
| 19 | França          | Tom Leeb             | «Mon Alliée (The Best In Me)» |
| 20 | Regne Unit      | James Newman         | «My Last Breath»              |
| 21 | Espanya         | Blas Cantó           | «Universo»                    |

#### Eurovision: Europe Shine a Light
La Unió Europea de Radiodifusió va decidir preparar amb les televisions públiques neerlandeses NPO, NOS i AVROTROS un programa especial anomenat Eurovision: Europe Shine a Light. Aquest s'emetria el 16 de maig a les 21:00 CET, des del Studio 21 de Hilversum, per a commemorar l'edició de 2020.
El programa, presentat també per Chantal Janzen, Edsilia Rombley, Jan Smit i NikkieTutorials (aquesta última amb contingut en línia), seria de caràcter no competitiu. Així, durant aproximadament 2 hores, es reunirien els artistes que haurien participat al certamen, els quals romandrien als seus països d'origen, per a interpretar «Love Shine a Light» de Katrina and the Waves (la guanyadora de 1997 per part del Regne Unit), la lletra unificadora de la qual funcionaria com a himne contra la situació provocada per la pandèmia. Quant a les seves cançons pròpies, l'espai mostraria un extracte de les mateixes acompanyades d'un videomissatge sobre la conjuntura de cada país. Així mateix, també hi tindrien cabuda alguns artistes eurovisius per a cantar altres cançons i diversos eurofans de tot el continent apareixerien en l'especial des de les seves llars interpretant «What's Another Year?» amb Johnny Logan, cançó guanyadora de 1980 per part d'Irlanda.

#### Eurovision Home Concerts
Per als països membres de la UER, el canal oficial d'Eurovisió va plantejar la iniciativa Eurovision Home Concerts, una sèrie de concerts dividits en diversos episodis en els quals diversos artistes que han participat en Eurovisió al llarg dels anys, inclosos artistes de 2020, interpretarien en YouTube la seva pròpia cançó i una versió d'un altre tema d'Eurovisió. L'elecció d'aquest últim seria votada a través de les xarxes socials mitjançant una enquesta amb 2, 3 o 4 opcions possibles, depenent de si el qüestionari era realitzat per Twitter o per Instagram, totes elles propostes per l'artista mateix.
Els participants són els següents:
| Episodi         | País                 | Artista                      | Cançó pròpia                         | Versió més votada                   | Propostes per a versionar menys votades            | Propostes per a versionar menys votades | Propostes per a versionar menys votades |
| Episodi         | País                 | Artista                      | Cançó pròpia                         | Versió més votada                   | Segona                                             | Tercera                                 | Quarta                                  |
| --------------- | -------------------- | ---------------------------- | ------------------------------------ | ----------------------------------- | -------------------------------------------------- | --------------------------------------- | --------------------------------------- |
| 1               | Irlanda              | Ryan O'Shaughnessy           | «Together» (2018)                    | «Think About Things» (2020)         | «Calm After The Storm» (2014)                      | «Friend of a Friend» (2019)             | «Rock 'N' Roll Kids» (1994)             |
| 1               | Macedònia del Nord   | Tamara Todevska              | «Proud» (2019)                       | «Soldi» (2019)                      | «Molitva» (2007)                                   | «To The Sky» (2014)                     | «Where Are You?» (1998)                 |
| 1               | Dinamarca            | Rasmussen                    | «Higher Ground» (2018)               | «Only Teardrops» (2013)             | «Fairytale» (2009)                                 | «Tears Getting Sober» (2020)            | «Dansevise» (1963)                      |
| 1               | Montenegro           | Slavko Kalezić               | «Space» (2017)                       | «Fuego» (2018)                      | «Qélé, Qélé» (2008)                                | «Euphoria» (2012)                       | «Brazil» (1991)                         |
| 2               | Ucraïna              | Jamala                       | «1944» (2016)                        | «Arcade» (2019)                     | «Euphoria» (2012)                                  | «Amar pelos dois» (2017)                | «Heroes» (2015)                         |
| 2               | Islàndia             | Daði Freyr                   | «Think About Things» (2020)          | «Lipstick» (2011)                   | «Ding-a-dong» (1975)                               | —                                       | —                                       |
| 2               | Austràlia            | Montaigne                    | «Don’t Break Me» (2020)              | «Répondez-moi» (2020)               | «Fai Rumore» (2020)                                | —                                       | —                                       |
| 2               | Dinamarca            | Leonora                      | «Love is forever» (2019)             | «Satellite» (2010)                  | «Amar pelos dois» (2017)                           | «Dansevise» (1963)                      | «Tænker altid på dig» (1980)            |
| 2               | Macedònia del Nord   | Vassil Garvanlíev            | «You» (2020)                         | «Toy» (2018) «My number one» (2005) | —                                                  | —                                       | —                                       |
| 2               | Finlàndia            | Aksel Kankaanranta           | «Looking Back» (2020)                | «Fairytale» (2009)                  | «Da Da Dam» (2011)                                 | —                                       | —                                       |
| 2               | Suïssa               | Gjon's Tears                 | «Répondez-moi» (2020)                | «Ne partez pas sans moi» (1988)     | «Refrain» (1956)                                   | —                                       | —                                       |
| 3               | Països Baixos        | Jeangu Macrooy               | «Grow» (2020)                        | «Tears Getting Sober» (2020)        | «Think About Things» (2020)                        | —                                       | —                                       |
| 3               | Sèrbia               | Hurricane                    | «Hasta La Vista» (2020)              | «Qélé, Qélé» (2008)                 | «Golden Boy» (2015)                                | —                                       | —                                       |
| 3               | Estònia              | Victor Crone                 | «Storm» (2019)                       | «Goodbye to Yesterday» (2015)       | «You Let Me Walk Alone» (2018)                     | «Calm After the Storm» (2014)           | «Standing Still» (2012)                 |
| 3               | Noruega              | Ulrikke Brandstorp           | «Attention» (2020)                   | «Heroes» (2015)                     | «I Feed You My Love» (2013)                        | —                                       | —                                       |
| 3               | República Txeca      | Lake Malawi                  | «Friend of a Friend» (2019)          | «Say Na Na Na» (2019)               | «If I Were Sorry» (2016)                           | —                                       | —                                       |
| 3               | Itàlia               | Jalisse                      | «Fiumi di parole» (1997)             | «Gente di mare» (1987)              | «Rapsodia» (1992)                                  | «I treni di Tozeur» (1984)              | «Era» (1975)                            |
| 3               | Estònia              | Uku Suviste                  | «What Love Is» (2020)                | «Euphoria» (2012)                   | «Fairytale» (2009)                                 | —                                       | —                                       |
| 3               | Irlanda              | Lesley Roy                   | «Story Of My Life» (2020)            | «Too Late For Love» (2019)          | «In Your Eyes» (1993)                              | —                                       | —                                       |
| 3               | Rússia               | Serguei Làzarev              | «You Are the Only One» (2016)        | —                                   | —                                                  | —                                       | —                                       |
| 3               | Grècia               | Helena Paparizou             | «You Are the Only One» (2016)        | —                                   | —                                                  | —                                       | —                                       |
| 4               |                      |                              |                                      |                                     |                                                    |                                         |                                         |
| Bulgària        | Viktória Gueorguieva | «Tears Getting Sober» (2020) | «Arcade» (2019)                      | «Beautiful Mess» (2017)             | —                                                  | —                                       |                                         |
| Noruega         | KEiiNO               | «Spirit in the Sky» (2019)   | «Hatrið mun sigra» (2019)            | «Only Teardrops» (2013)             | —                                                  | —                                       |                                         |
| Albània         | Eugent Bushpepa      | «Mall» (2018)                | «Silent Storm» (2014)                | «Truth» (2019)                      | «Proud» (2019)                                     | —                                       |                                         |
| Àustria         | Pænda                | «Limits» (2019)              | «Love Injected» (2015)               | «Calm After the Storm» (2014)       | —                                                  | —                                       |                                         |
| Grècia          | Stefania Liberakakis | «Superg!rl» (2020)           | «You Let Me Walk Alone» (2018)       | «Believe» (2008)                    | —                                                  | —                                       |                                         |
| Portugal        | Elisa Silva          | «Medo de sentir» (2020)      | «Waterloo» (1974)                    | «Amar pelos dois» (2017)            | —                                                  | —                                       |                                         |
| Croàcia         | Damir Kedžo          | «Divlji vjetre» (2020)       | «Euphoria» (2012)                    | «Molitva» (2007)                    | —                                                  | —                                       |                                         |
| Eslovènia       | Ana Soklič           | «Voda» (2020)                | «Suus» (2012)                        | «Rapsòdia» (1992)                   | —                                                  | —                                       |                                         |
| 5               | Belarús              | VAL                          | «Da Vidna» (2020)                    | «Rhythm Inside» (2015)              | «Story Of My Life (Historyja majho žyccia)» (2017) | —                                       | —                                       |
| 5               | Alemanya             | Ben Dolic                    | «Violent Thing» (2020)               | «Beautiful Mess» (2017)             | «Satellite» (2010)                                 | «Euphoria» (2012)                       | «Believe» (2008)                        |
| 5               | Letònia              | Samanta Tīna                 | «Still Breathing» (2020)             | «Shady Lady» (2008)                 | «Come Back» (2002)                                 | —                                       | —                                       |
| 5               | Xipre                | Sandro Nicolas               | «Running» (2020)                     | «Tonight Again» (2015)              | «My Last Breath» (2020)                            | —                                       | —                                       |
| 5               | Romania              | Roxen                        | «Alcohol you» (2020)                 | «Undo» (2014)                       | «Sweet people» (2010)                              | —                                       | —                                       |
| 5               | San Marino           | Senhit                       | «Freaky!» (2020)                     | «L'essenziale» (2013)               | «Insieme: 1992» (1990)                             | —                                       | —                                       |
| 5               | França               | Tom Leeb                     | «Mon alliée (The Best in Me)» (2020) | «Arcade» (2019)                     | «Me and my guitar» (2010)                          | —                                       | —                                       |
| 5               | Suïssa               | ZiiBZ                        | «Stones» (2018)                      | «Nobody but You» (2018)             | «Love Shine a Light» (1997)                        | —                                       | —                                       |
| 5               | Alemanya             | Michael Schulte              | «You Let Me Walk Alone» (2018)       | «Together» (2018)                   | «Fly On The Wings Of Love» (2000)                  | —                                       | —                                       |
| 6               |                      |                              |                                      |                                     |                                                    |                                         |                                         |
| Suècia          | The Mamas            | «Move» (2020)                | «Toy» (2018)                         | «Proud» (2019)                      | —                                                  | —                                       |                                         |
| República Txeca | Benny Cristo         | «Kemama» (2020)              | «Violent Thing» (2020)               | «Think About Things» (2020)         | —                                                  | —                                       |                                         |
| Irlanda         | Jedward              | «Lipstick» (2011)            | «Satellite» (2010)                   | «Heroes» (2015)                     | —                                                  | —                                       |                                         |
| Azerbaidjan     | Efendi               | «Cleopatra» (2020)           | «Drip drop» (2010)                   | «Running Scared» (2011)             | —                                                  | —                                       |                                         |
| Regne Unit      | James Newman         | «My Last Breath» (2020)      | «Birds» (2013)                       | «Rock 'N' Roll Kids» (1994)         | —                                                  | —                                       |                                         |
| Regne Unit      | SuRie                | «Storm» (2018)               | «Hard Rock Hallelujah» (2006)        | «Teenage Life» (2006)               | —                                                  | —                                       |                                         |
| Eslovènia       | Lea Sirk             | «Hvala, ne!» (2018)          | «If Love Was a Crime» (2016)         | «Sound of Silence» (2016)           | —                                                  | —                                       |                                         |
| Malta           | Michela Pace         | «Chameleon» (2019)           | «Where I Am» (2017)                  | «Love Kills» (2013)                 | —                                                  | —                                       |                                         |
| Islàndia        | Hera Björk           | «Je ne sais quoi» (2010)     | «Eres tú» (1973)                     | «All Kinds of Everything» (1970)    | —                                                  | —                                       |                                         |
| Romania         | Paula Seling i Ovi   | «Playing with Fire» (2010)   | «Fairytale» (2009)                   | «Hold Me Now» (1987)                | —                                                  | —                                       |                                         |
| Portugal        | Suzy                 | «Quero ser tua» (2014)       | «A Million Voices» (2015)            | «Invincible» (2006)                 | —                                                  | —                                       |                                         |
| Albània         | Arilena Ara          | «Fall From the Sky» (2020)   | «Satellite» (2010)                   | —                                   | —                                                  | —                                       |                                         |
| Espanya         | Blas Cantó           | «Universo» (2020)            | —                                    | —                                   | —                                                  | —                                       |                                         |
| 7               | Ucraïna              | Go_A                         | «Solovei» (2020)                     | «Dancing lasha tumbai» (2007)       | «On Fire» (2020)                                   | —                                       | —                                       |
| 7               | Itàlia               | Diodato                      | «Fai Rumore» (2020)                  | «Piove (Ciao ciao bambina)» (1959)  | «Aprite le finestre» (1956)                        | —                                       | —                                       |
| 7               | Austràlia            | Dami Im                      | «Sound of Silence» (2016)            | «Rise Like a Phoenix» (2014)        | «Amar pelos dois» (2017)                           | —                                       | —                                       |
| 7               | Islàndia             | Yohanna                      | «Is it true?» (2009)                 | «Euphoria» (2012)                   | «Love Shine a Light» (1997)                        | —                                       | —                                       |
| 7               | Israel               | Imri Ziv                     | «I Feel Alive» (2017)                | «Grande amore» (2015)               | «It's My Time» (2009)                              | —                                       | —                                       |
| 7               | Irlanda              | Eimear Quinn                 | «The Voice» (1996)                   | «Répondez-moi» (2020)               | «Nocturne» (1995)                                  | —                                       | —                                       |
| 7               | Irlanda              | Dana                         | «All Kinds of Everything» (1970)     | —                                   | —                                                  | —                                       | —                                       |
| 7               | Ucraïna              | Mélovin                      | «Under the Ladder» (2018)            | «Rise Like a Phoenix» (2014)        | —                                                  | —                                       | —                                       |
| 7               | Noruega              | Secret Garden                | «Nocturne» (1995)                    | —                                   | —                                                  | —                                       | —                                       |

#### #EurovisionAgain
Després de la cancel·lació d'Eurovisió 2020, el periodista britànic Rob Holley va establir una iniciativa perquè la UER pengés en el seu canal de YouTube edicions anteriors i que la gent tuités sobre aquest tema en temps real, així com votar pel guanyador, tal com ho faria la gent durant l'esdeveniment. Ràpidament, l'etiqueta #EurovisionAgain es va fer popular i la mateixa UER va decidir fer-la realitat, de manera que s'emetrien tots els dissabtes (diumenge en la setmana d'Eurovisió), durant diverses setmanes des del 4 d'abril, la final d'una edició anterior. Les reemisions van ser les de 2009, 2015, 1997, 2007, 2016, 1998, 1974, 2003, 1991, 2018, 1988, 2008 i 2014. Prèviament i a través de vídeos particulars de YouTube, s'havien programat dues cites per a la visualització dels festivals de 2013 i 2006. A més, com a part de la iniciativa, Holley va recol·lectar unes 24 700 lliures esterlines per a causes benèfiques.
Posteriorment, entre el juliol i el novembre, les emissions passarien a ser mensuals i se celebrarien el tercer dissabte de cada mes, fins a l'inici de la temporada de preseleccions nacionals per a Eurovisió 2021. Aquests festivals van ser els de 1999, 1985, 2005, 1976 i 1990.
Finalment, per a concloure el projecte, el 19 de desembre van transmetre un especial amb 26 cançons que en el seu moment no van superar les semifinals, d'entre les quals el públic va poder votar per la seva guanyadora. Per a això, entre el 6 i el 23 de novembre, a través de les històries d'Instagram del compte oficial d'Eurovisió, els seguidors van poder triar els seus temes favorits de tots aquells països que en diverses ocasions no es van classificar per a la final des de 2004, moment en què es van introduir les semifinals. A més, 12 llocs web i podcasts especialitzats també hi van participar amb la selecció de les seves 10 melodies preferides. Els triats i els seus resultats van ser els següents:
| Núm. | País               | Any  | Intèrpret(s)                      | Cançó                     | Lloc | Vots   |
| ---- | ------------------ | ---- | --------------------------------- | ------------------------- | ---- | ------ |
| 01   | Noruega            | 2011 | Stella Mwangi                     | «Haba Haba»               | 16   | 14 111 |
| 02   | Estònia            | 2017 | Koit Toome & Laura Põldvere       | «Verona»                  | 6    | 21 072 |
| 03   | Belarús            | 2009 | Petr Elfimov                      | «Eyes That Never Lie»     | 25   | 4 710  |
| 04   | Bulgària           | 2011 | Poli Genova                       | «Na inat»                 | 11   | 18 620 |
| 05   | Eslovènia          | 2005 | Omar Naber                        | «Stop»                    | 24   | 6 686  |
| 06   | Països Baixos      | 2007 | Edsilia Rombley                   | «On Top Of The World»     | 22   | 8 432  |
| 07   | Moldàvia           | 2015 | Eduard Romanyuta                  | «I Want Your Love»        | 20   | 9 226  |
| 08   | Finlàndia          | 2017 | Norma John                        | «Blackbird»               | 3    | 26 775 |
| 09   | San Marino         | 2013 | Valentina Monetta                 | «Crisalide (Vola)»        | 8    | 20 841 |
| 10   | Romania            | 2019 | Ester Peony                       | «On a Sunday»             | 14   | 15 618 |
| 11   | Mònaco             | 2006 | Séverine Ferrer                   | «La Coco-dance»           | 26   | 3 502  |
| 12   | Grècia             | 2018 | Gianna Terzi                      | «Oniro Mou»               | 9    | 20 657 |
| 13   | Dinamarca          | 2007 | DQ                                | «Drama Queen»             | 21   | 9 120  |
| 14   | Polònia            | 2019 | Tulia                             | «Fire Of Love (Pali Się)» | 17   | 13 520 |
| 15   | Suïssa             | 2018 | ZiBBZ                             | «Stones»                  | 2    | 26 916 |
| 16   | Macedònia del Nord | 2017 | Jana Burčeska                     | «Dance Alone»             | 12   | 17 542 |
| 17   | Irlanda            | 2015 | Molly Sterling                    | «Playing With Numbers»    | 15   | 14 585 |
| 18   | Montenegro         | 2013 | Who See                           | «Igranka»                 | 13   | 15 631 |
| 19   | Croàcia            | 2010 | Feminnem                          | «Lako je sve»             | 23   | 7 616  |
| 20   | Andorra            | 2007 | Anonymous                         | «Salvem el món»           | 19   | 10 987 |
| 21   | Israel             | 2014 | Mei Finegold                      | «Same Heart»              | 5    | 22 025 |
| 22   | Eslovàquia         | 2010 | Kristína Peláková                 | «Horehronie»              | 7    | 20 976 |
| 23   | Bèlgica            | 2006 | Kate Ryan                         | «Je t'adore»              | 4    | 22 322 |
| 24   | República Txeca    | 2015 | Marta Jandová & Václav Noid Bárta | «Hope Never Dies»         | 18   | 11 851 |
| 25   | Islàndia           | 2016 | Gréta Salóme                      | «Hear Them Calling»       | 1    | 32 007 |
| 26   | Portugal           | 2014 | Suzy                              | «Quero ser tua»           | 10   | 19 440 |

#### Eurovisioncalls
Entre el 4 i el 16 de maig, Eurovisió emetria a través del seu canal de YouTube una sèrie anomenada Eurovisioncalls with NikkieTutorials. En cada episodi, la youtuber conversaria amb els participants de l'edició a través de videotrucades.

### A nivell nacional

#### Albània
Els dies 12 i 14 de maig, l'emissora albanesa RTSH presentaria en Eurovision Festojme me Eurosong, amb Andri Xhahu, fragments dels vídeos dels països que haurien participat en la primera i segona semifinals, els 5 països del Big 5 i el país amfitrió, els Països Baixos. Així mateix, emetria parts d'alguns Festivali i Këngës i Junior Fest Albania anteriors, a més de fragments d'altres esdeveniments relacionats amb Eurovisió on estiguessin involucrats artistes albanesos.

#### Alemanya
L'emissora alemanya NDR va anunciar que mantindria el seu programa previ al festival, ESC-Songcheck, durant la setmana en què Eurovisió hauria tingut lloc. Aquest espai comptaria amb un jurat que votaria sobre les propostes de 2020 amb la finalitat de trobar la seva favorita. Els membres del jurat són el comentarista alemany d'Eurovisió Peter Urban, la representant alemanya de 2006 Jane Comerford i el presentador de televisió Thomas Gottschalk, qui va comentar el concurs de 1989. Així, les candidatures vencedores dels tres primers programes van ser les de Lituània, l'Azerbaidjan i Islàndia, respectivament. Aquesta última, a més, va ser la guanyadora de la final.
D'altra banda, el 6 de maig serien presentats els 41 videoclips en World Wide Wohnzimmer: das ESC Halbfinale 2020 perquè els espectadors poguessin votar, els resultats dels quals serien combinats amb els dels 100 membres del jurat que van seleccionar la candidatura alemanya d'aquest any. Els 10 més votats passarien a la final Eurovision Song Contest 2020 - das deutsche Finale live aus der Elbphilharmonie del dia 16, conduïda per Barbara Schöneberger i comentada per Peter Urban i Michael Schulte, amb les actuacions en directe d'aquests finalistes, la de Schulte mateix durant l'intermedi i la de Ben Dolic. El més votat va ser Lituània. A més, es reemetria l'edició de 2010, quan Alemanya va aconseguir la seva última victòria amb Lena Meyer-Landrut.
Finalment, Conchita Wurst i Steven Gätjen conduirien Free European Song Contest, un programa emès el 16 de maig a les 20:15 CET des de Colònia, a través de la televisió privada ProSieben. L'espai, el qual no estaria directament relacionat amb l'edició i competiria amb Eurovision: Europe Shine a Light, consistiria en una competició musical entre diversos artistes europeus, el triomf dels quals seria decidit per mitjà d'un televot en el qual podrien participar els espectadors alemanys, austríacs y suïssos. Els països participants serien Alemanya, Àustria, Bulgària, Croàcia, Dinamarca, Espanya, Irlanda, Israel, Itàlia, el Kazakhstan, els Països Baixos, Polònia, el Regne Unit, Suïssa i Turquia, dels quals Espanya va resultar guanyador.

#### Austràlia
SBS plantejaria tota una setmana amb programes sobre Eurovisió. Així, el 10 de maig començaria amb Road to Eurovision 2020, un espai sobre la llarga història del festival que comptaria amb la intervenció d'artistes com Serguei Làzarev, Dana International, Netta Barzilai o Johnny Logan. Posteriorment, de l'11 al 15 de maig, reemetria les finals de les cinc edicions en què Austràlia jo va competir (de 2015 a 2019).
Per la seva part, el dia 16 tindria lloc Eurovision 2020: Big Night In!, un programa presentat per Myf Warhurst i Joel Creasey que comptaria amb la interpretació de «Don’t Break Me» per part de Montaigne i que donaria a conèixer els resultats d'una enquesta, la qual estaria disponible des del 3 de maig, mitjançant la qual l'audiència australiana podria votar pels seus favorits d'Eurovisió 2020. Aquesta va decidir donar els seus "12 punts" a Islàndia. A continuació, Top 40 Controversies repassaria les principals polèmiques del concurs i Secrets of Eurovision, els seus secrets. També cal destacar que, a diferència de la resta de radiodifusores, seria el diumenge 17 en lloc del dissabte 16 de maig quan Austràlia emetria Eurovision: Europe Shine a Light a causa de la diferència horària.

#### Àustria
En el cas d'Àustria, Andi Knoll presentaria Der kleine Song Contest els dies 14, 16 i 18 d'abril a través d'ORF 1. En ell, un jurat (Johann Kreuzmayr, Simone Stelzer, Petra Frey, Manuel Ortega, Alf Poier, Eric Papilaya, Nadine Beiler, Conchita Wurst, Zoë Straub i Cesár Sampson) faria una classificació entre els 41 països amb els videoclips com a referència. En el tercer programa, l'audiència votaria pel seu favorit, d'entre els seleccionats pel jurat. Així, el primer dia va guanyar Islàndia i el segon, Malta, però el país nòrdic va ser el guanyador final de l'especial.
D'altra banda, el 16 de maig estrenaria Österreich 12 Punkte - die Songcontest Erfolgsgeschichte, un documental de 45 minuts sobre les cançons i representants de la història d'Àustria, especialment els seus dos guanyadors, Udo Jürgens i Conchita Wurst.

#### Bèlgica
La televisió francòfona belga RTBF emetria el 14 de maig l'especial Eurovision, votre top 20, presentat per Maureen Louys i Jean-Louis Lahaye, en el qual l'audiència podria votar per la seva actuació favorita d'entre les 20 que la cadena considera les millors de la història del festival. Aquestes cançons serien:
- ABBA - Waterloo
- Alexander Rybak - Fairytale
- Brotherhood of Man - Save Your Kisses for Me
- Bucks Fizz - Making Your Mind Up
- Céline Dion - Ne partez pas sans moi
- Conchita Wurst - Rise Like a Phoenix
- Dana International - Diva
- France Gall - Poupée de cire, poupée de son
- Johnny Logan - Hold Me Now
- Lena - Satellite
- Lordi - Hard Rock Hallelujah
- Loreen - Euphoria
- Måns Zelmerlöw - Heroes
- Marie Myriam - L'oiseau et l'enfant
- Netta - Toy
- Ruslana - Wild dances
- Salvador Sobral - Amar pelos dois
- Sandie Shaw - Puppet on a string
- Sandra Kim - J'aime la vie
- Teach-In - Ding-a-dong

La més votada va ser «Waterloo». A més a més, hi tindrien cabuda altres actuacions destacades del certamen.
D'altra banda, el dia 16, Maureen Louys i Jean-Louis Lahaye presentarien Les belges au Top per a reviure alguns moments de la participació de Bèlgica en Eurovisió, on diferents artistes recordarien les seves actuacions i les seves vivències.
Quant a la televisió flamenca, el 13 de maig, één oferiria un espectacle en línia en el qual Peter Van de Veire repassaria les últimes 20 edicions amb els espectadors i aquests podrien votar pels moments més notables. A més, Radio 2 transmetria De Songfestival top 40 amb Iris Van Hoof perquè els oïdors poguessin votar per les seves cançons favorites de 2020. En ell, Showbizz Bart parlaria també amb artistes com Barbara Dex, Laura Tesoro, Lisa del Bo, Tom Dice, Nicole & Hugo i Alex Callier de Hooverphonic, els quals podrien rebre també preguntes dels oïdors. Els dies anteriors, De Topcollectie també comptaria amb històries sobre el festival de membres del jurat, exparticipantes i presentadors com Luc Appermont, Marcel Vanthilt o Peter Van de Veire.
Igualment, al programa De grote Peter Van de Veire ochtendshow de Ràdio 2, Hooverphonic interpretaria «Release me» en directe i alguns exparticipantes belgues (Tom Dice, Blanche, Kate Ryan…) tindrien l'oportunitat de versionar la seva cançó favorita d'Eurovisió. A més, aquesta ràdio prepararia una llista amb 40 cançons de la història del festival gràcies a les votacions dels oïdors, en la qual la número 1 va ser la participació espanyola al festival de 1973, «Eres tú» de Mocedades. Dins de les candidatures més votades destaquen ABBA amb «Waterloo», Sandra Kim amb «J'aime la vie», Loreen amb «Euphoria», Johnny Logan amb «Hold Me Now», France Gall amb «Poupée de cire, poupée de son», Céline Dion amb «Ne partez pas sans moi», Ruslana amb «Wild Dances», Umberto Tozzi & Raf amb «Gente di mare» i Katrina and The Waves amb «Love Shine a Light».
Mentrestant, VRT NWS llançaria un podcast sobre el festival de música el 12 de maig, en el qual parlarien amb experts i artistes com André Vermeulen o Alex Callier de Hooverphonic. Així mateix, en l'informatiu del primer canal, André Vermeulen recordaria el dijous i el divendres els moments més memorables dels últims anys.
Per la seva part, a través de Facebook, l'emissora flamenca, en col·laboració amb MNM, presentaria un programa anomenat En de 12 punten gaan naar…, en el qual el públic podria votar en directe pels seus artistes favorits d'Eurovisió en 8 categories diferents. Peter Van de Veire presentaria el programa, que comptaria amb telefonades d'alguns dels participants belgues d'Eurovisió. Les categories i els artistes o cançons van ser els següents:
- Millor actuació: Loïc Nottet (Bèlgica)
- Vestuari especial: Vierka Serdiutxka (Ucraïna)
- Participant més notable: Conchita Wurst (Àustria)
- Moment més emotiu: Ingeborg (Bèlgica)
- To de veu més alt: Kate Miller-Heidke (Austràlia)
- Actuació més notable: Lordi (Finlàndia)
- Millor candidatura belga: «Rhythm Inside» de Loïc Nottet
- Millor hit: «Euphoria» de Loreen (Suècia)

#### Bòsnia i Hercegovina
Encara que no hauria participat en l'edició de 2020, el país emetria Eurovision: Europe Shine a Light i l'acompanyaria de BH izvođači na Eurosongu, un repàs de les actuacions de Bòsnia i Hercegovina en Eurovisió.

#### Bulgària
El 28 de març, Viktória Gueorguieva va realitzar un concert en línia, des de la seva casa a Sofia, per al canal oficial d'Eurovisió Bulgària en YouTube. En ell, va realitzar versions de «Someone You Loved» (Lewis Capaldi), «Falling» (Harry Styles), «Dance Monkey» (Tones and I), «Don't Start Now» (Dua Lipa), «If the world was ending» (JP Saxe & Julia Michaels) i «I love you» de Billie Eilish, a més de presentar per primera vegada en directe la seva cançó «Tears Getting Sober», amb la qual hauria competit en Eurovisió 2020.
D'altra banda, BNT presentaria els vídeos musicals de les 41 cançons a través del programa matinal diari Kultura.bg. A més, obriria una enquesta per triar la cançó favorita de l'edició per als búlgars a través de l'app de BNT1 durant la setmana de l'11 de maig. La cançó guanyadora d'aquest qüestionari va ser la de Suïssa.
Finalment, el canal celebraria l'#EurovisionWeek, del 12 al 16 de maig a les 21.00 CEST, amb la transmissió i el record dels majors èxits de Bulgària en la competència: el segon lloc de Kristian Kostov el 2017, el quart lloc de Poli Genova el 2016 i el cinquè d'Elitsa & Stoyan el 2007. També reemetrien el Festival de la Cançó d'Eurovisió Júnior 2015, celebrat a Sofia.

#### Croàcia
Entre el 27 d'abril i el 14 de maig, HRT1 presentaria al seu programa diari Kod nas doma els 41 artistes d'Eurovisió 2020 en forma de vídeos curts.
D'altra banda, el portal eurovisivo croat Eurosong.hr (independent d'HRT) va preparar un concert en línia anomenat Eurosong od doma que s'emetria el 9 de maig al seu canal de YouTube. En ell es reunirien 14 artistes que havien representat Croàcia en Eurovisió o participat en la preselecció Dora per a versionar cançons del dos festivals, entre els quals destaquen Damir Kedžo, Franka Batelić, Neda Parmać, Kraljevi Ulice, Lidija Horvat Dunjko, Luka Nižetić, Bojan Jambrošić, Jure Brkljača, Elis Lovrić, Aklea Neon, Lea Mijatović, Mia Negovetić, Domenica Žuvela i Antonija Šola. A més, els espectadors podrien votar per la seva actuació favorita al web.

#### Dinamarca
DR obriria una enquesta a través de la seva pàgina web perquè l'audiència danesa pogués votar per la seva candidatura favorita de 2020. Els resultats, revelats durant l'emissió d'Eurovision: Europe Shine a Light, van donar la victòria a Islàndia.

#### Eslovènia
Abans de l'emissió de l'especial Eurovision: Europe Shine a Light, RTVSLO emetria un programa previ anomenat Pesem Evrovizije: Najboljših 25, on es repassaria la història del país al festival i, al mateix temps, serviria perquè el públic votés per la seva candidatura eslovena favorita des de la seva primera participació el 1993. El programa seria presentat per Nejc Šmit i comptaria amb convidats com Ana Soklič (2020), Lea Sirk (2018) i Maja Keuc - Amaya (2011), entre d'altres. Així, la cançó favorita dels eslovens va ser «No One» de Maja Keuc.

#### Espanya
Després de la cancel·lació del festival, en la pàgina oficial de RTVE es va obrir una enquesta per a simular el festival d'Eurovisió 2020. La votació corresponent a la primera semifinal es va obrir el 23 de març de 2020 i es va tancar l'endemà. Van aconseguir classificar-s'hi Lituània, Rússia, l'Azerbaidjan, Irlanda, Suècia, Noruega, Malta, Romania, Israel i Bèlgica.
Pel que fa a la votació de la segona semifinal, aquesta es va obrir el 25 de març de 2020 i es va tancar l'endemà. Segons l'ordre de punts obtinguts, es van classificar Islàndia, Bulgària, San Marino, Albània, Suïssa, Sèrbia, Grècia, Àustria, Letònia i Armènia.
Finalment, amb els classificats i els membres del Big 5, el 27 de març va donar començament la gran final, que va durar 3 dies. En ella, els votants van triar Espanya com el país guanyador amb el 34% dels vots i 7599 punts, seguit de Grècia, Lituània, Rússia i Bulgària. Com a contrapunt, el bottom 5 el van formar San Marino, Letònia, Irlanda, els Països Baixos i el Regne Unit.
D'altra banda, RTVE Digital hi penjaria les gales finals del festival des de Istanbul 2004 fins a Tel-Aviv 2019 amb els comentaris en castellà, tal com es van emetre a través de La 1. A més, posarien en marxa l'Eurobalcón, un concert des de casa, d'aproximadament 45 minuts, en què hi participarien alguns dels últims candidats espanyols i que comptaria amb la conducció de Tony Aguilar. Igualment, el web d'RTVE estrenaria Mi vida en el Archivo amb el repàs de la vida personal i professional de Massiel a través de l'arxiu de TVE, i La 2 reemetria l'11 i 12 de maig episodis sobre Eurovisió de Cachitos de hierro i cromo, el programa que repassa l'arxiu musical de TVE.
Quant al programa en línia Españavisión, durant més de dues hores s'homenatjarien totes les participacions del país al concurs. Així mateix, el web habilitaria enquestes setmanals per a triar per dècades la millor cançó que ha enviat Espanya al certamen, amb la posterior obertura d'un sondeig final per a seleccionar el guanyador. Les finalistes van ser «Yo soy aquel» (Raphael), «Eres tú» (Mocedades), «La fiesta terminó» (Paloma San Basilio), «Vuelve conmigo» (Anabel Conde), «Europe's living a celebration» (Rosa López) i «Quédate conmigo» (Pastora Soler), la segona de les quals va ser la més votada.
Finalment, mitjançant l'assistent de veu d'RTVE, que vindria de la mà de Tony Aguilar, els seguidors podrien seguir l'actualitat del festival, gaudir de contingut exclusiu, posar a prova els seus coneixements amb l'Euroquiz, cantar cançons del concurs amb el karaoke, etc.

#### Estònia
A Estònia, Sven Lõhmus, Birgit Sarrap, Ott Lepland, Evelin Samuel, Marko Reikop i altres recordarien els seus èxits i records favorits del Festival d'Eurovisió en 12 punkti. Eurovisiooni hitid el 15 de maig a les 19.00 CEST. L'endemà, ETV emetria Eesti Laul. Parimad (vahe)palad, amb les millors peces humorístiques de l'Eesti Laul, i Lavale loodud. Uku Suviste, un documental sobre la participació del representant a l'Eesti Laul i el que hauria sigut el seu viatge eurovisiu, a més de la seva carrera musical.

#### Finlàndia
El 13 d'abril, Yle estrenaria Viisupäiväkirjat (Eurovision Diaries en la seva versió en anglès), un documental que segueix les vides de diversos seguidors d'Eurovisió de tot el món durant l'edició de 2019, celebrada a Tel-Aviv (Israel). Aquest seria comentat per Krista Siegfrids, qui també formaria part del programa.
D'altra banda, com cada any, Yle posaria en marxa De Eurovisa, el programa previ en el qual experts musicals i un convidat setmanal debaten i comenten les diferents candidatures. L'espai, presentat per Eva Frantz i Johan Lindroos, s'emetria durant 6 setmanes des del divendres 3 d'abril. En cada episodi es presentaria a set dels països que haurien participat en 2020 i es triaria un guanyador. Així, els països guanyadors dels cinc primers programes van ser Lituània, Rússia, Islàndia, Bulgària i Finlàndia, mentre que Islàndia va vèncer en la final.
Ja en la setmana d'Eurovisió, Mikko Silvennoinen i Krista Siegfrids conduirien els programes Euroviisut 2020, on el públic triaria a través de la pàgina web els seus 10 favorits de l'edició suspesa; Euroviisutoiveet, on l'audiència podria demanar les seves cançons preferides del festival i fins i tot comentar el que aquestes signifiquen per a ells, i Euroviisustudio, un espai de 25 minuts de durada que funcionaria a tall de repàs i que comptaria amb la participació de Hanna Pakarinen i Krisse Salminen, entre d'altres. Els tres programes s'emetrien el 14, el 15 i el 16 de maig, respectivament, el primer d'ells acompanyat de la reemissió d'Eurovisió 2014, quan Finlàndia va obtenir el seu millor lloc des de 1989 amb Softengine (sense comptar a Lordi); el segon, d'Eurovisió 2006, moment en què va obtenir la seva primera victòria, i el tercer, d'Eurovisió 2007, la primera vegada que Hèlsinki va albergar el certamen. En el primer dels xous, la cançó islandesa va resultar ser la favorita de l'audiència.
Quant a la ràdio, Kaikkien aikojen viisut - hittejä ja huteja reproduiria cançons de tots els temps amb Sanna Pirkkalainen, Euroviisut 2020 - nämä jäivät kuulematta presentaria les candidatures de l'edició cancel·lada i Euroviisu-toivekonsertti posaria les cançons que demanessin els oïdors.

#### França
France 2 optaria per transmetre en la nit del 16 de maig, després d'Eurovision: Europe Shine a Light, un programa presentat per Stéphane Bern anomenat La grande histoire de l'Eurovision, també amb Stéphane Bern, el qual tractaria la història del festival.

#### Irlanda
RTÉ emetria un programa especial d'una hora de durada anomenat Marty’s Magic Eurovision Moments, el qual estaria presentat pel comentarista Marty Whelan. Es tractaria d'una recopilació dels moments favorits dels eurofans irlandesos. A més, igual que el Regne Unit, també difondria Dana – The Original Derry Girl, un documental biogràfic sobre Dana, la primera guanyadora de Irlanda.

#### Islàndia
RÚV emetria el tradicional programa previ al festival Alla leið, que constaria de quatre gales, des del 25 d'abril. En aquesta ocasió, Felix Bergsson i Björg Magnúsdóttir repassarien aspectes del certamen i presentarien les candidatures de 2020 al públic islandès perquè aquest votés per les seves favorites. Més tard, al programa Eurovision fyrirpartýi (12 de maig), es revelaria el top 15 i s'obriria un nou televot, mentre que l'endemà passat, l'espai Okkar 12 stig anunciaria el guanyador. Al llarg de tots aquests programes, els guanyadors van ser, respectivament, Itàlia, Ucraïna, Islàndia i Suïssa, però el primer d'ells va ser el triat en la final.
D'altra banda, el 14 de maig estrenaria Íslensku Eurovision-lögin 1986-2020 per a repassar totes les candidatures de la història d'Islàndia, el dia 15 emetria Euro-Daði, un concert del representant de 2020 des de casa seva, i el dia 16, Eurovision-partý, un altre concert, aquesta vegada cortesia d'Eurobandið, representants el 2008. A més, entre el 10 i el 16 de maig, repetiria les finals dels festivals de 2015, 2009, 1999, 1998, 1990, 1987 i 1986.

#### Israel
Els espectadors de KAN podrien votar per les seves candidatures favorites de l'edició a través de la pàgina web, els resultats de la qual serien revelats el 13 de maig en Eurovision 2020 - The actual results, un programa de la ràdio Kan Tarbut. La més votada va ser la cançó italiana. A més, la radiodifusora emetria un documental en tres parts per als dies 11, 12 i 16 de maig, anomenat We dared to dream, que tractaria sobre Eurovisió 2019, celebrat a Tel-Aviv.

#### Itàlia
Del 10 al 15 de maig, Rai Premium transmetria les quatre últimes edicions del festival d'Eurovisió (2016-2019). El dia 16, l'especial Eurovision: Europe Shine a Light vindria acompanyat abans i després en Rai 1 per Accendiamo la musica, un programa presentat per Flavio Insinna i Federico Russo que reuniria Il Volo (2015), Francesca Michielin (2016), Francesco Gabbani (2017), Ermal Meta & Fabrizio Moro (2018) i Mahmood (2019) per a donar suport a Diodato. Així mateix, el primer canal emetria un especial del programa de vídeos temàtics de tots els temps Techetechete', en aquest cas sobre Eurovisió.

#### Letònia
Eirovīzija 2020. Studijā Samanta Tīna seria l'aposta de LTV per al 16 de maig amb Toms Grevins, el comentarista del Festival d'Eurovisió del país. El programa d'entrevistes de 35 minuts comptaria amb la representant d'Eurovisió 2020 de Letònia, Samanta Tīna.

#### Lituània
LRT apostaria per Eurovizija. Istorijos, kurių negirdėjote per al 12 i 14 de maig, on es repassaria la història, els guanyadors i el que ocorria darrere de les escenes, i comptaria amb la participació de exrepresentantes lituans. D'igual manera, el dia 13 emetria „Eurovizijos“ nugalėtojai, un programa sobre els guanyadors del festival amb Ramūnas Zilnys. Després, el dia 16 s'emetria EuROOPvision, un concert de la banda representant de 2020 que inclouria una ronda de preguntes dels fans.
D'altra banda, LRT Radijas reproduiria les cançons de l'edició, amb entrevistes a artistes del passat. Així mateix, Labas rytas, Lietuva posaria els vídeos musicals cada matí.

#### Macedònia del Nord
Durant la setmana d'Eurovisió, a més de l'especial Eurovision: Europe Shine a Light que emetrien pràcticament totes les televisions públiques, el primer canal de Macedònia del Nord transmetria els diferents episodis d'Eurovision Home Concerts en el seu prime time.

#### Malta
El 12 i 14 de maig, la televisió pública maltesa programaria Eurovision Special Programme, un homenatge als cantants i les cançons de 2020 que també hi inclouria els millors moments de Malta al concurs. El programa seria presentat per Dorian Cassar i Amber Bondin.

#### Noruega
El país escandinau optaria per emetre el 15 de maig un programa anomenat Eurovision Song Contest: Norge bestemmer, amb convidats i música en directe (inclosa l'actuació d'Ulrikke amb «Attention»), i Marte Stokstad i Ronny Brede Aase com a presentadors, en què el públic votaria per la seva cançó favorita de l'edició de 2020. Prèviament, el web de la televisió pública obriria una enquesta i els que rebessin més vots serien els "finalistes" entre els quals l'audiència noruega podria triar-ne. A banda de la decisió de l'audiència, també tindrien en compte les idees obtingudes dels fans, clubs de fans i altres experts, així com les probabilitats o les enquestes locals. El guanyador va ser Islàndia.
D'altra banda, NRK emetria Adresse Europa, una sèrie de moments memorables d'Eurovisió. Aquests moments serien votats per un jurat per a trobar el més memorable de tots els temps. L'espai, que començaria el 18 d'abril i que s'allargaria durant quatre setmanes, comptaria amb la presentació de Marte Stokstad, mentre que el jurat estaria format pel presentador Ingeborg Heldal, l'excap de delegació Per Sundnes, el cantant Bendik i l'estilista Jan Thomas. Així mateix, els fans d'Eurovisió també tindrien l'opció de compartir les seves opinions. Els guanyadors van ser «Runaway» (Sunstroke Project & Olia Tira), «Rise Like a Phoenix» (Conchita Wurst), «Nel blu dipinto di blu» (Domenico Modugno), «Hold Me Now» (Johnny Logan) i «Optimist» (Jahn Teigen). Igualment, el programa musical Beat for Beat (16 de maig) realitzaria un especial anomenat Beat for Beat MGP Spesial per a celebrar els 60 anys del Melodi Grand Prix.

#### Països Baixos
Els Països Baixos van planejar una programació alternativa d'Eurovisió durant una setmana. El 9 de maig, NPO1 transmetria Het Beste van… het Songfestival, que repassaria l'arxiu del Festival d'Eurovisió i comptaria amb entrevistes a Sandra Reemer i Sieneke sobre la seva experiència.
D'altra banda, Cornald Mass presentaria, acompanyat de Duncan Laurence i The Common Linnets, De weg naar de winst, un documental d'Eurovisió sobre el recorregut dels Països Baixos fins a guanyar en 2019 després de 44 anys, en el qual participarien també Ilse DeLange, Ruth Jacott, Duncan Laurence, Edsilia Rombley i Getty Kasper. Igualment, l'emissora transmetria Beste Zangers - Songfestival amb Edsilia Rombley, on diversos cantants (Lenny Kuhr, Maribelle, Franklin Brown, René Froger, Kim-Lian van der Meij, Thomas Berge i Emma Heesters) versionarien temes d'Eurovisió.

#### Polònia
TVP optaria per un documental de 30 minuts anomenat Alicja Szemplińska – Droga do Eurowizji. En ell, seguirien la trajectòria de la representant polonesa i la seva preparació de cara al festival.

#### Portugal
El 16 de maig a les 23.30 (hora local), RTP programaria el documental ABBA Forever: The Winner Takes It All, el qual recordaria la carrera de la banda sueca que va guanyar el festival el 1974.

#### Regne Unit
BBC One duria a terme un programa especial el 16 de maig denominat Eurovision: Come Together, el qual estaria presentat per Graham Norton. En aquest hi hauria actuacions clàssiques d'Eurovisió, repassos sobre la història del certamen, un homenatge del que hauria estat el festival de 2020 i entrevistes, a més de la intervenció de l'aspirant britànic James Newman. També, els britànics podrien votar per la seva actuació favorita d'entre les seleccionades per Ken Bruce, Rylan Clark-Neal, Scott Mills, SuRie, Nicki French, Mel Giedroyc i Adele Roberts. Aquestes cançons serien:
- Vierka Serdiutxka - Dancing lasha tumbai
- Dana International - Diva
- Loreen - Euphoria
- Alexander Rybak - Fairytale
- Eleni Foureira - Fuego
- Måns Zelmerlöw - Heroes
- Katrina and the Waves - Love Shine a Light
- Bucks Fizz - Making Your Mind Up
- Domenico Modugno - Nel blu dipinto di blu
- Gina G - Ooh Aah... Just A Little Bit
- France Gall - Poupée de cire, poupée de son
- Loïc Nottet - Rhythm Inside
- Conchita Wurst - Rise Like a Phoenix
- Lena - Satellite
- Brotherhood of Man - Save Your Kisses for Me
- Mahmood - Soldi
- Dami Im - Sound of Silence
- Netta - Toy
- ABBA - Waterloo

La cançó més votada va ser finalment «Waterloo». Abans, la versió amb famosos del concurs Pointless es desenvoluparia amb una temàtica especial sobre Eurovisió i comptaria amb Jay Aston, Mike Nolan, SuRie, Dana, Jade Ewen, John Lundvik, Niamh Kavanagh i Måns Zelmerlöw com a concursants.
Més tard, BBC Two emetria The A-Z of Eurovision, un de documental narrat per Rylan Clark-Neal que repassaria el més destacat del festival d'Eurovisió i del treball de la BBC en el concurs. Tot seguit, emetria TOTP2 Goes to Eurovision!, on Steve Wright destaparia cançons d'arxiu d'estrelles que han passat pel concurs.
A més, durant la setmana en què hauria tingut lloc el certamen, BBC Four transmetria Eurovision at 60, sobre aquelles característiques que han definit el festival al llarg de la seva història i amb entrevistes a personatges com Graham Norton, Conchita Wurst o Terry Wogan, entre d'altres. Així mateix, el mateix canal junt a la BBC One d'Irlanda del Nord durien a terme Dana – The Original Derry Girl, un documental biogràfic sobre Dana, la primera guanyadora d'Irlanda.
D'altra banda, posarien en marxa Eurovision 2020 The Cancelled Coronavirus Year a través de BBC Radio 1 i BBC iPlayer, un programa que es va gravar abans que es revelés la cancel·lació d'Eurovisió 2020, en el qual seguien James Newman mentre es preparava per a representar al Regne Unit. Així i tot, l'espai continuaria amb una entrevista sobre el que la cancel·lació va significar per a ell i amb converses amb altres concursants sobre les seves experiències i plans futurs, a més de presentar comentaris d'artistes que han treballat amb James, com Olly Murs o Mollie King.
Quant a BBC Radio 2 i BBC Sounds, el programa de Ken Bruce destacaria el recopilatori d'Eurovisió 2020 com l'àlbum de la setmana, a més d'afegir cançons de guanyadors anteriors a l'emissió. Igualment, Graham Norton posaria als oïdors alguns dels millors temes del concurs, tant passats com presents i, a la nit, recordaria els seus primers deu anys com a comentarista britànic al Festival d'Eurovisió en Graham Norton, Douze Points, que comptaria amb la col·laboració de Paddy O’Connell per a recordar les controvèrsies, triomfs, emocions, sorpreses, etc. Posteriorment, Rylan Clark-Neal presentaria Eurovision Kings and Queens of Pop, on triaria els millors moments de la història d'Eurovisió i les seves cançons favorites de l'edició, a més de comptar amb temes anteriors.
En referència a Eurovision Request Hour, l'espai anual de televisió, ràdio i internet en què el corresponsal de Moscou Steve Rosenberg rep sol·licituds dels espectadors per a reproduir als guanyadors d'Eurovisió del passat, aquest any es duria a terme a través de la pàgina de Facebook de BBC News des de l'Ambaixada dels Països Baixos a Moscou. L'espai tindria lloc durant tot el dimarts 12 de maig.
Finalment, transmetrien sota el segell Eurovision Collection diversos programes de l'arxiu. En From ABBA to Azerbaijan (56 Years of Eurovision), Maria McErlane guiaria els oïdors al llarg de 56 anys del festival; Ken Bruce’s Ultimate Eurovision Chart seleccionaria les 40 cançons guanyadores d'Eurovisió favorites de tots els temps segons el votat pels oïdors de Radio 2, i Let's Abba Party marcaria el vintè aniversari de l'obra de teatre Mamma Mia!, amb Nicki Chapman, en un especial de dues hores amb una mescla d'èxits clàssics, versions, enregistraments del repartiment i les bandes sonores de les pel·lícules.

#### San Marino
El públic sanmarinès triaria la seva cançó guanyadora de l'edició a través d'un qüestionari en la pàgina web. Després, el 15 de maig a les 20.00 CET, els resultats serien revelats en Eurovision 2020: una serata in musica, presentat pels comentaristes Lia Fiorio i Gigi Restivo, un espai que també comptaria amb vídeos de les cançons i amb convidats. Així, el país més votat va ser Itàlia.

#### Suècia
La SVT també prepararia dos programes especials perquè els espectadors poguessin votar pels seus finalistes i pel que els hauria agradat que fos el guanyador. Així, el 9 de maig tindria lloc Inför ESC, presentat per David Sundin i Christer Björkman, on serien presentades les 41 cançons i s'obriria un televot a través de l'aplicació del Melodifestivalen per a triar-ne les 25 favorites del públic. Aquestes serien discutides per un panell de 12 persones format per Baxter Renman, Tim Knapp-Johnson, Katrin Sundberg, Fredrick by Klercker, Linda Bengtzing, Ace Wilder, Sven Hallberg, Parisa Amiri, Johana Nordström i Titti Schultz.
Posteriorment, el 14 de maig, es transmetria Sveriges 12:a, amb Sarah Dawn Finer, on els espectadors tornarien a votar per a triar el seu guanyador d’entre els 25 finalistes del programa anterior. El 50% seria determinat per un jurat format per Dotter, Charlotte Perrelli, Eric Saade, Frederik Kempe i Lina Hedlund. A més, hi hauria actuacions de tots els temps, on es destacarien també els moments de les edicions de Malmö 2013 i d'Estocolm 2016, i The Mamas tindrien l'oportunitat d'interpretar «Move». La cançó favorita de l'audiència va ser la d'Islàndia.
Igualment, Sveriges Ràdio emetria programes sobre el festival a través del canal P4 Musik. En ells, els oïdors podrien gaudir d'èxits d'Eurovisió, entrevistes, notícies i comentaris dels presentadors.

#### Suïssa
SRF, la televisió germanòfona de Suïssa, apostaria per un especial anomenat Die Schweiz am ESC - Dramen, Siege, Emotionen de cara al 16 de maig. En el documental es duria a terme una retrospectiva sobre les participacions del país alpí en Eurovisió, amb especial recalcament en les seves victòries el 1956 i 1988, a més de, entre altres coses, els preparatius, escenes darrere de les càmeres i entrevistes a Paola Felix, Sandra Studer, Peter Reber, Sven Epiney i Gjon's Tears.

#### Ucraïna
UA:PBC programaria Pro shcho spivaye Yevropa (Про що співає Європа) del 4 al 15 de maig a les 16:30 CEST amb Timur Miroshnychenko. En ell es mostraria a l'audiència ucraïnesa el missatge de les 41 cançons que havien estat seleccionades per a l'edició.
D'altra banda, Yevrobachennya Yevrobachenʹ (Євробачення Євробачень) repassaria la història d'Ucraïna al concurs i permetria els espectadors classificar els seus representants ucraïnesos favorits des de 2004. El programa seria presentat també per Timur Miroshnychenko el 15 de maig a les 20.45 CEST.
Finalment, Radio Promin també transmetria cançons d'Eurovisió 2020 dues vegades per hora, de 08.00 a 20.00, entre l'11 i el 15 de maig. Les cançons anirien precedides de presentacions del país, la cançó i l'artista.

#### Xipre
CyBC transmetria les 41 candidatures al programa programasprograma Εurovision - Φιλμάκια 2020 (Eurovision Filmakia 2020) el 9 (21.25 CEST) i el 10 de maig (20.15 CEST). També seria emès el dia 12, aquesta vegada com a tribut a l'edició i a manera de repàs de la història del país al certamen. Els tres programes serien presentats per Loukas Hamastos.

### Festes prèvies i celebrades durant el festival

#### PrePartyES at Home
Com cada any des de 2017, el portal eurovisiu Eurovision-Spain organitza la PrePartyES, un esdeveniment celebrat a Madrid durant un cap de setmana del mes d'abril. En ell, diversos concursants del certamen anual actuen davant el públic en directe per a promocionar la seva candidatura. Després de la seva cancel·lació, els organitzadors van desenvolupar la PrePartyES at Home!, que se celebraria l'11 d'abril a les 22:00 CET des de YouTube. Així, part dels participants de 2020 i altres convidats del món eurovisiu podrien interpretar les seves cançons des de les seves cases.
L'esdeveniment, presentat per Blas Cantó, Barei, Krista Siegfrids i Víctor Escudero, comptaria amb la participació de Ben Dolic (Alemanya), Montaigne (Austràlia), VAL (Belarús), Viktória Gueorguieva (Bulgària), Damir Kedžo (Croàcia), Ana Soklič (Eslovènia), Lesley Roy (Irlanda), Diodato (Itàlia), Samanta Tīna (Letònia), The Roop (Lituània), Vassil Garvanlíev (Macedònia del Nord), Natalia Gordienco (Moldàvia), James Newman (Regne Unit), Benny Cristo (República Txeca), Roxen (Romania), Senhit (San Marino), Hurricane (Sèrbia), The Mamas (Suècia), Gjon's Tears (Suïssa) i Go_A (Ucraïna). Així mateix, les convidades serien Soraya Arnelas (Espanya 2009), Lucía Pérez (Espanya 2011), Zlata Ognevich (Ucraïna 2013) i Melani García (Espanya, Eurovisió Júnior 2019).

#### The Wiwi Jam at Home
Cada any des de 2016, el blog britànic especialitzat en el certamen, Wiwibloggs, organitza un concert des de la ciutat seu durant la setmana d'Eurovisió. Així, el 13 de maig de 2020, l'esdeveniment es traslladaria a Internet i comptaria amb la participació de diversos artistes, entre els quals destaquen Ben Dolic, Montaigne, Vincent Bueno, Athinà Manukian, Efendi, Hooverphonic, VAL, Viktória Gueorguieva, Damir Kedžo, Ben & Tan, Aksel Kankaanranta, Tom Leeb, Stefania Liberakakis, Lesley Roy, Eden Alene, Diodato, Samanta Tīna, The Roop, Vassil Garvanlíev, Destiny Chukunyere, Natalia Gordienco, Ulrikke Brandstorp, Jeangu Macrooy, Alicja Szemplińska, Roxen, Senhit, Hurricane, The Mamas, Gjon's Tears, Go_A i Sandro Nicolas. A més, hi hauria convidats especials d'altres edicions i preseleccions com Maruv, Slavko Kalezić, Aly Ryan, Michael Rice, Tamta, Krista Siegfrids, Sara de Blue, KEiiNO, Samra Rahimli, Oto Nemsadze, Francesca Michielin, AWS, Eleni Foureira, Blanche, Raylee, Dami Im, Serhat, Dana, Madame Monsieur, Ester Peony o Sirusho.

### OGAE
Com cada any, l'Organització General d'Amants d'Eurovisió duria a terme la seva enquesta en la qual els socis dels seus 40 clubs, 39 d'ells repartits entre els països participants i un per a la resta del món, voten per la seva candidatura favorita del certamen. En aquesta ocasió, com que es tractava d'una situació excepcional, aquests socis hi participarien en qualitat de jurat, mentre que les persones que es registressin abans del 4 de maig conformarien el televot. Cal destacar que, de la mateixa manera que ocorre al festival, les normes impedirien votar per la proposta del propi país. Així, la proposta de Lituània va vèncer amb 770 punts (430 del jurat i 340 del televot), seguida d'Islàndia amb 634 punts (304 del jurat i 330 del televot) i Suïssa amb 620 punts (297 del jurat i 323 del televot).